# Flamingos

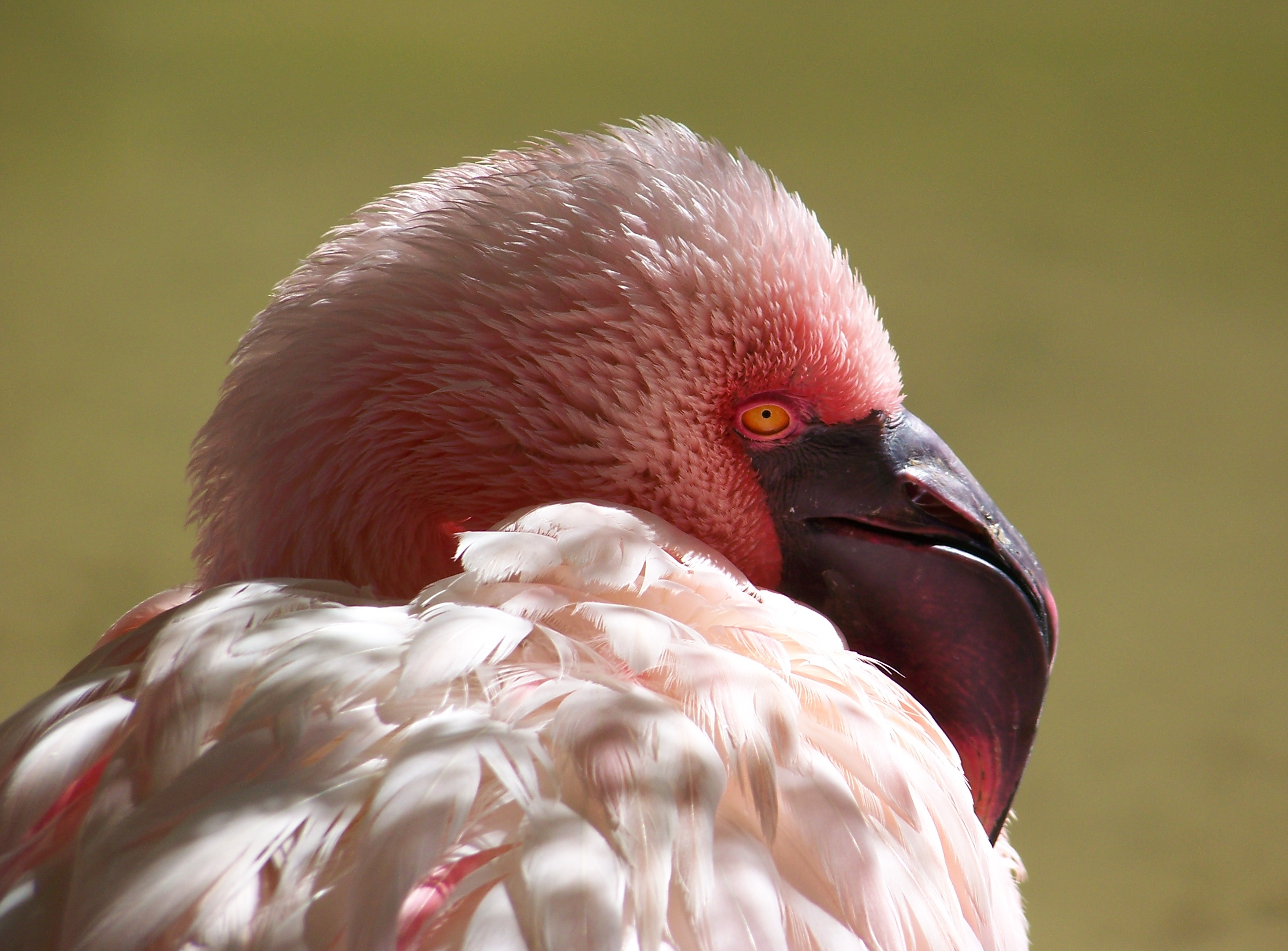
Zwergflamingo (Phoeniconaias minor)

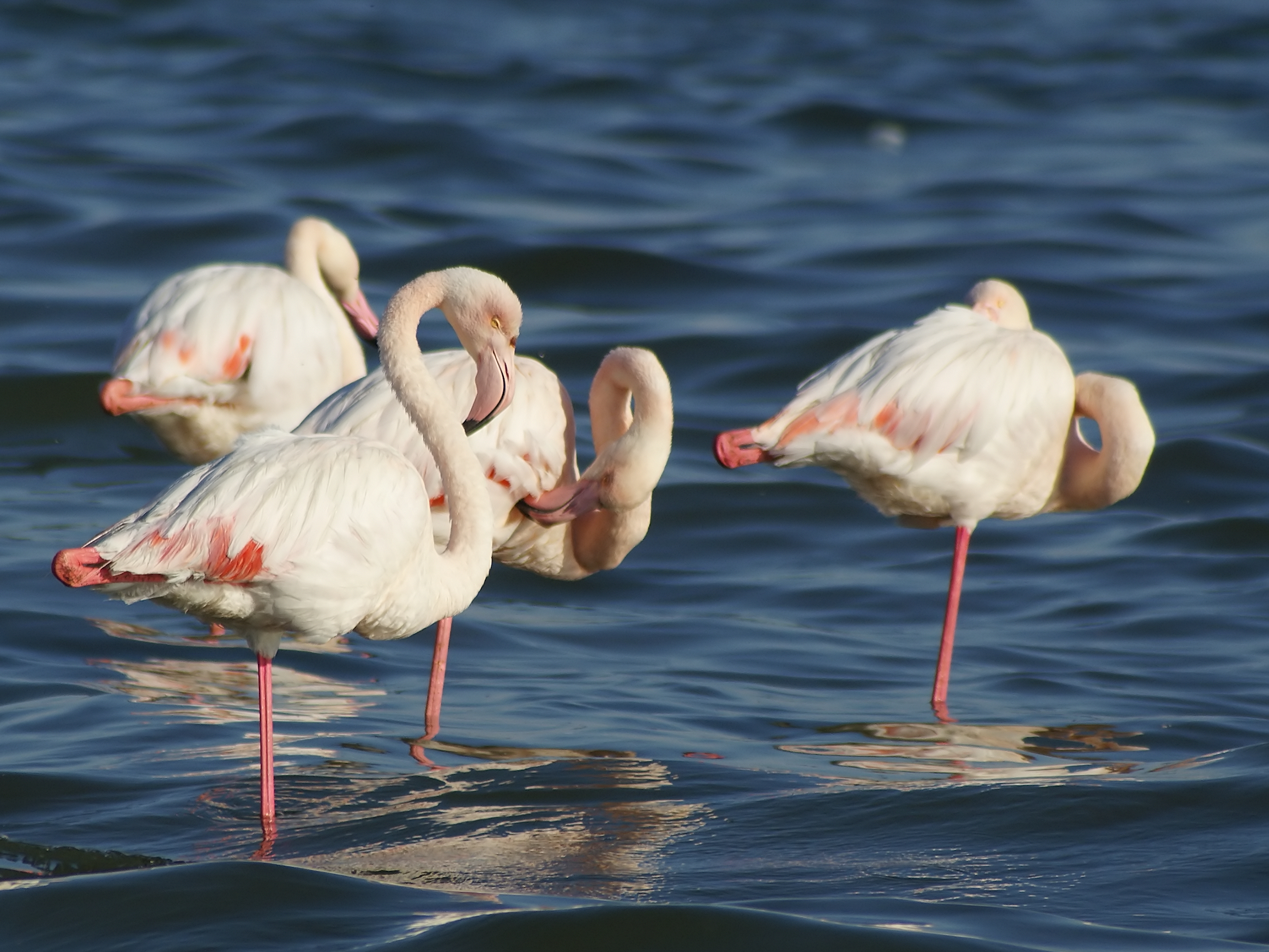
Rosaflamingo (Phoenicopterus roseus)

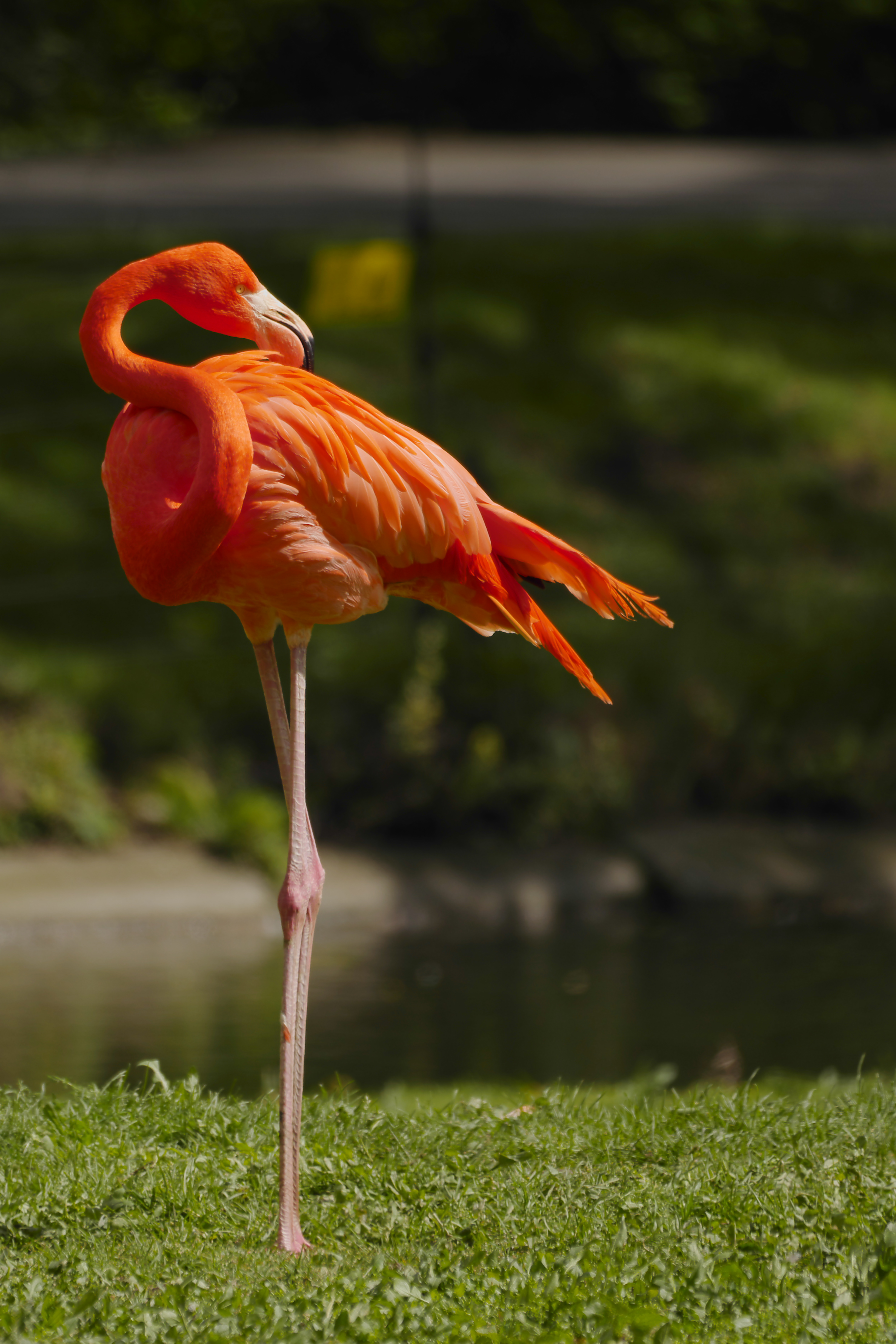
Stehender Flamingo

Die Flamingos (Phoenicopteridae) sind die einzige Familie innerhalb der Ordnung der Phoenicopteriformes. Sie kommen in Süd-, Mittel- und Nordamerika sowie Europa, Afrika und Südwestasien vor. Der einzige Vertreter der Ordnung, dessen natürliches Verbreitungsgebiet sich auch auf Europa erstreckt, ist der Rosaflamingo. Er kommt an der Atlantikküste Spaniens und Portugals sowie entlang des Küstenbereichs des Mittelmeers sowie auf einigen Mittelmeerinseln vor.
Unterschiedliche Auffassungen in der Wissenschaft führen zu einer Einteilung der Flamingos in fünf oder sechs Arten. Ihre gemeinsamen Merkmale sind das mehr oder weniger intensiv rosafarbene Gefieder sowie der hochspezialisierte Schnabel und der Zungenapparat. Die verwandtschaftliche Einordnung der Flamingos war lange Zeit ungeklärt, bis sie durch Untersuchungen in den 2000er-Jahren als Schwestergruppe der Lappentaucher erkannt wurden.

## Merkmale
Alle Flamingoarten sind einander sehr ähnlich. Sie haben lange, dünne Beine, einen langen Hals und ein rosa Gefieder. Aufrecht stehend sind Flamingos 90 bis 155 cm hoch. Der Geschlechtsdimorphismus ist gering, die Geschlechter sind gleich gefärbt, Männchen sind im Schnitt jedoch etwas größer als Weibchen. Im Verhältnis zur Körpergröße sind Hals und Beine bei ihnen länger als bei allen anderen Vögeln. Gemessen an der Länge des Halses ist die Zahl der Halswirbel mit 17 nicht überdurchschnittlich groß; bei Schwänen z. B. sind es 25. Der Kopf ist im Verhältnis zur Körpergröße sehr klein, ebenso die Füße; beim Rosa-, Chile- und Zwergflamingo zeigt die erste Zehe nach hinten und die übrigen drei nach vorn (anisodaktyl), den Anden- und Jamesflamingos fehlt die erste Zehe (tridaktyl). Die nach vorne gerichteten Zehen sind durch Schwimmhäute verbunden.
Die Rosafärbung des Gefieders ist auf die Aufnahme von Carotinoiden mit der Nahrung zurückzuführen. Diese sind vor allem in planktonischen Algen enthalten. Der Flamingo-Organismus kann diese Carotinoide mit Hilfe von Enzymen in der Leber umwandeln; dabei entstehen mehrere Pigmente, vor allem Canthaxanthin, das in Haut und Federn ausgewachsener Flamingos eingelagert wird. Jungvögel haben ein graues Gefieder mit keinen oder wenigen rosa Pigmenten. 
Ein weiteres Kennzeichen der Flamingos ist der nach unten geknickte Seihschnabel, mit dem sie – mit der Oberseite nach unten – Plankton aus dem Wasser oder Schlamm filtrieren. Die Schnabelränder sind mit feinen Lamellen besetzt, zusammen mit der Zunge bilden sie einen Filterapparat, der eine ähnliche Funktion wie die Barten der Bartenwale erfüllt.
Flamingos sind gute Schwimmer, nutzen diese Fähigkeit aber nicht oft. Ihre langen Beine ermöglichen ihnen auch noch das Waten in größeren Tiefen. Im Flug halten sie den Hals gestreckt, die Flügel werden schnell und regelmäßig geschlagen; Gleitphasen sind selten. Sie erreichen Fluggeschwindigkeiten von 50 bis 60 km/h. In Gruppen fliegende Flamingos bilden meist energiesparende V-Formationen. Sowohl vor dem Start als auch nach der Landung werden für gewöhnlich einige laufende Schritte getan.
Während Flamingos für den Stand auf zwei Beinen Muskelkraft benötigen, können sie mit nur minimaler Anstrengung auf einem Bein balancieren. Wenn das eine Bein angehoben wird, verschiebt sich der Körperschwerpunkt über das andere Bein. Ein zusätzlicher „Arretiermechanismus“ sorgt für die nötige Stabilität, sodass das Balancieren auf einem Bein selbst im Schlaf möglich ist. In der Theorie funktioniert dieser Mechanismus auch, wenn der Vogel tot ist.

## Verbreitung und Lebensraum

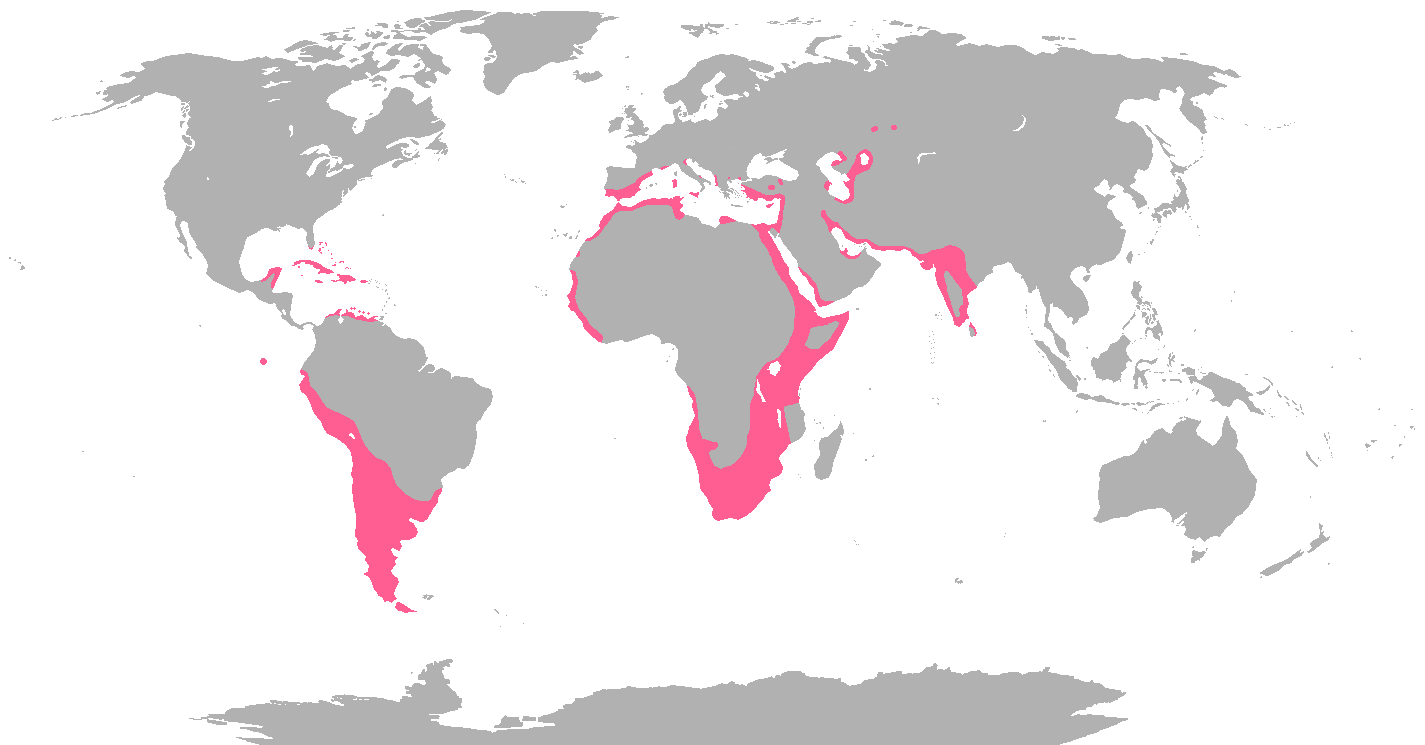
Verbreitungsgebiet von Flamingos

Obwohl Flamingos oft für Vögel tropisch-warmer Regionen gehalten werden, sind sie vor allem auf der Südhalbkugel der Erde auch in gemäßigten und kalten Zonen zu finden. Am häufigsten sind Flamingos in Afrika sowie in Süd- und Mittelamerika vertreten, in Asien reicht das Vorkommen von Anatolien über den Iran bis in den Westen Indiens. Größere Vorkommen in Europa gibt es in Spanien (z. B. Coto de Doñana), Südfrankreich (Camargue), auf Sardinien und in Griechenland.
Seit den 1980er Jahren werden Flamingos auch im Norden Frankreichs, in den Niederlanden, Dänemark und Deutschland beobachtet. Bei den gesichteten Chile- und Kubaflamingos handelt es sich eindeutig um Gefangenschaftsflüchtlinge. Die Herkunft der sich ebenfalls in diesen Regionen aufhaltenden Rosaflamingos ist unklar. Da wilde Rosaflamingos aber nur sehr selten mehr als 500 Kilometer nördlich der Mittelmeerküste beobachtet werden, scheint es sicher, dass es ursprünglich ebenfalls Gefangenschaftsflüchtlinge waren.
Im Zwillbrocker Venn, einem Feuchtgebiet im Münsterland an der deutsch-niederländischen Grenze, gibt es eine kleine Brutkolonie mit Rosa- und Chileflamingos, die die nördlichste Flamingo-Kolonie der Welt darstellt. Die Brutkolonie zählte im Jahr 2023 ca. 50 Vögel, die im Herbst in wärmere Gebiete fliegen.
Das ideale Habitat für Flamingos sind alkalische oder salzige Seen. Manche dieser Gewässer haben hohe Anteile an Chloriden, Natriumcarbonaten, Sulfaten oder Fluoriden. Unter solchen Bedingungen kann kaum ein anderes Wirbeltier existieren; die Flamingos trinken dennoch das Wasser und ernähren sich von den wenigen Organismen, die diese Umwelt tolerieren. Nicht alle Seen, die Flamingos beherbergen, sind derart extrem. Vor allem für die großen Arten gilt, dass es einen Zusammenhang zwischen dem Fehlen von Fischen und der Anwesenheit von Flamingos gibt. Fische sind für Flamingos Nahrungskonkurrenten; wo Fische zahlreich sind, fehlen Flamingos. Bei den kleineren Flamingo-Arten spielt diese Wechselwirkung eine geringere Rolle, da sie vor allem von Kieselalgen und Cyanobakterien leben. Selten findet man Flamingos auch in Meeresbuchten, so an den Küsten Tunesiens und Mauretaniens.
Extrem sind auch die Höhen, in denen Flamingos vorkommen können. In den Anden brüten Flamingos noch in Höhen von 3500 bis 4700 m. Den Winter verbringen sie auf dem Altiplano, wo die Temperaturen nachts auf −30 °C sinken können.

## Lebensweise

### Aktivitätsmuster
Flamingos sind tag- und nachtaktiv, viele Arten fressen sowohl am Tage als auch in der Nacht. In der Camargue sind brütende Vögel tag- und nachtaktiv, während nicht brütende fast nur nachts unterwegs sind und tagsüber schlafen. In Afrika sind Rosaflamingos hingegen überwiegend am Tage, Zwergflamingos dagegen zumeist in der Nacht aktiv.
Alle Flamingos sind sehr gesellig, die Kolonien bestehen oft aus Tausenden oder Zehntausenden Individuen. Am größten sind einige Kolonien des Zwergflamingos in Ostafrika, die bis zu eine Million Individuen umfassen können.

### Nahrung und Ernährungsweise
Flamingos können sowohl bei Tag als auch bei Nacht nach Nahrung suchen. Ihr Tagesrhythmus variiert abhängig vom jeweiligen Verbreitungsgebiet und der Jahreszeit. Da sie als verhältnismäßig große Vögel zu einem großen Teil von kleinen oder gar sehr kleinen Organismen leben, sind die Vögel häufig gezwungen, nicht nur während der Tagesstunden nach Nahrung zu suchen. Auch Störungen in den Nahrungsgebieten können Einfluss auf den Tagesrhythmus haben. So suchen Rosaflamingos beispielsweise in Spanien und Südfrankreich am Abend Reisfelder auf, weil sie dann dort ungestört fressen können.

#### Nahrungsspektrum

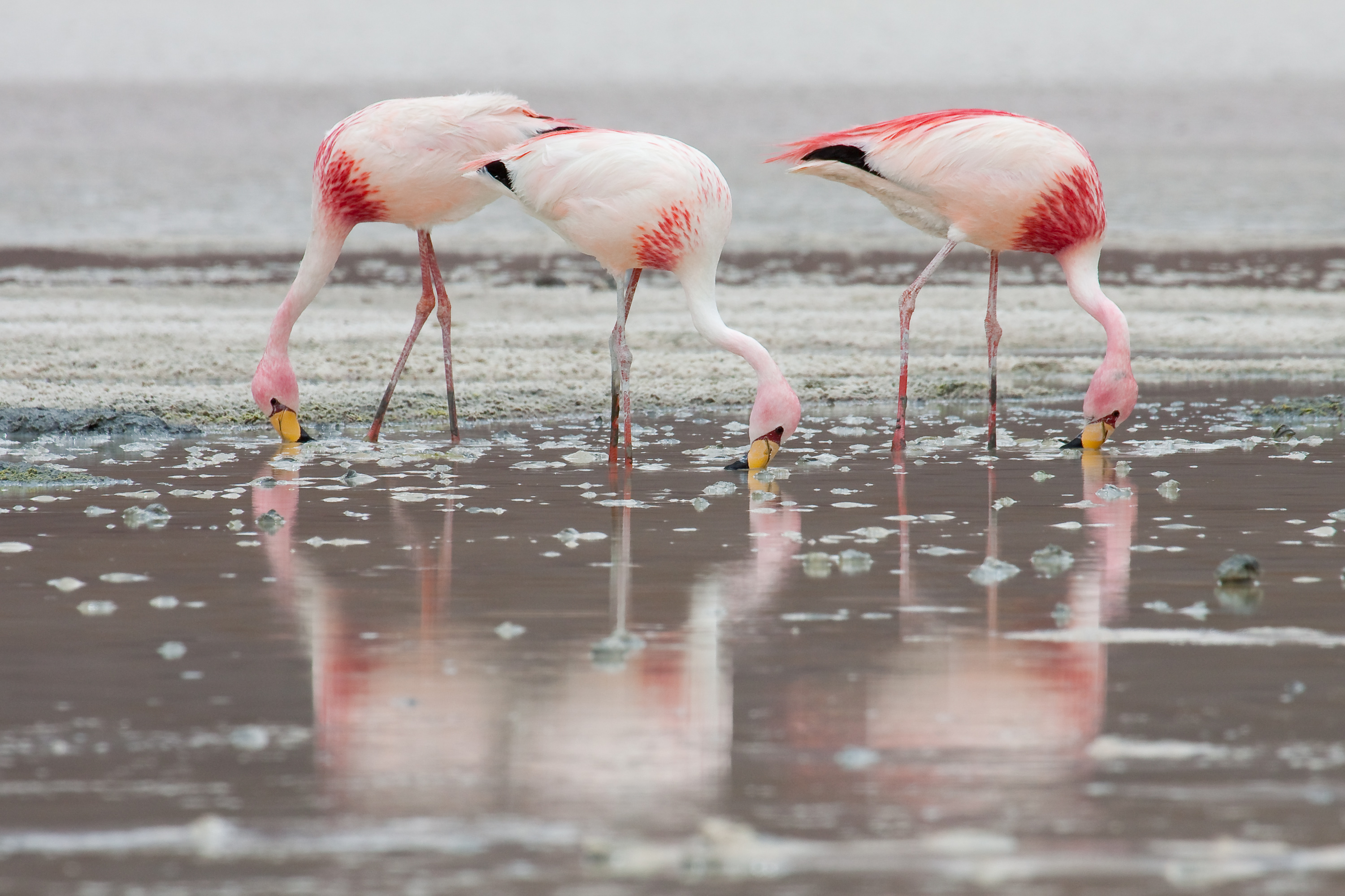
Nahrung suchende Jamesflamingos, Bolivien

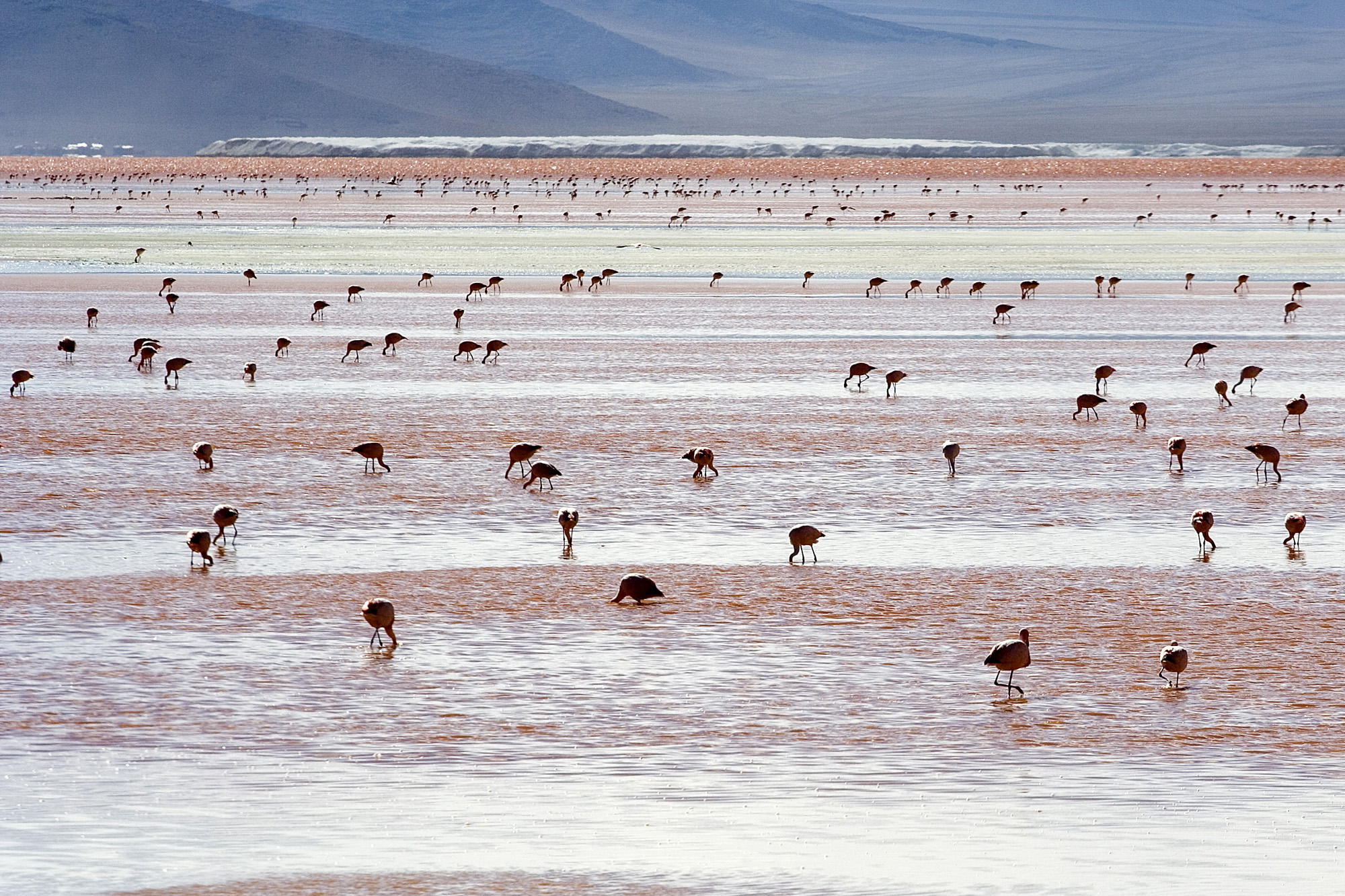
Andenflamingos, Bolivien

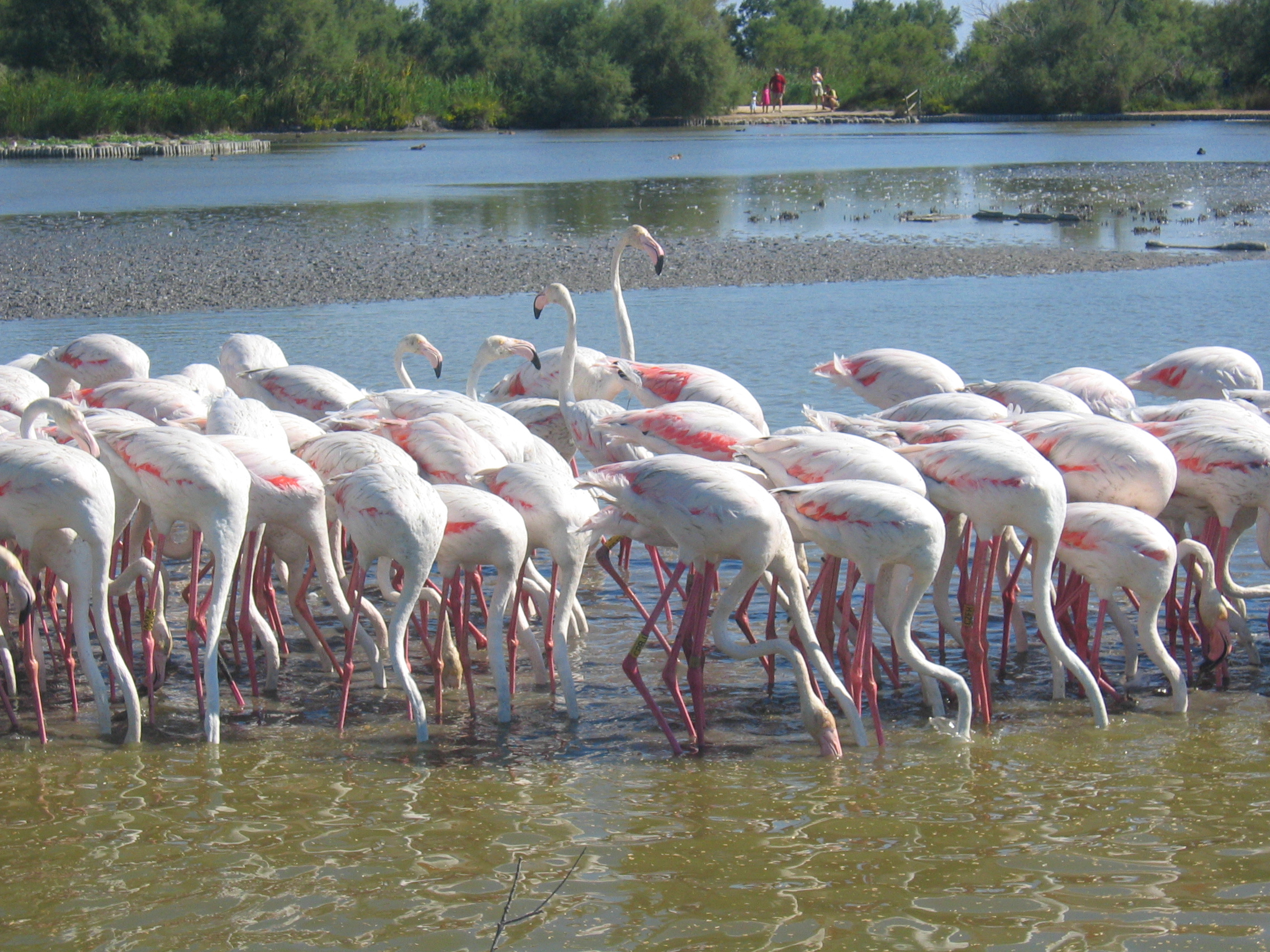
Nahrungssuchende Rosaflamingos, Camargue

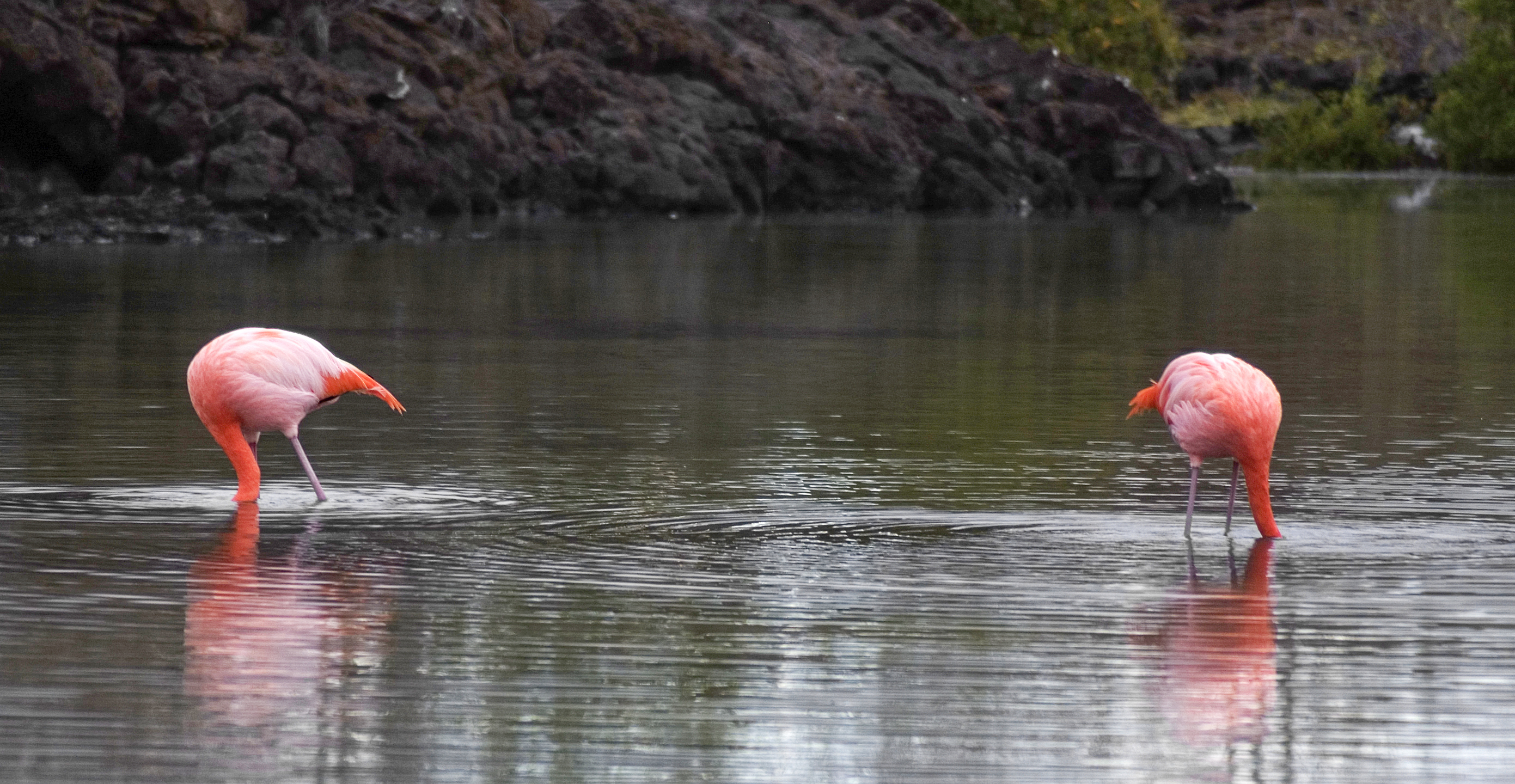
Kubaflamingos, Galapagosinseln

Flamingos haben sich auf eine Ernährung von Organismen des Planktons spezialisiert, den sie mit ihrem Seihschnabel aus dem Wasser filtern. Daneben nehmen sie aber auch größere Beutetiere auf, die sie gewöhnlich per Sicht finden. Dazu zählen Fische, Nereiden und Einsiedlerkrebse. Muscheln ertasten sie gelegentlich im Schlamm. Sie fressen außerdem auch die Samen von Wasserpflanzen, darunter auch Reis. Sie nehmen auch Schlamm zu sich, um an dessen organische Inhaltsstoffe zu gelangen.
Flamingos haben insgesamt ein sehr breites Nahrungsspektrum, da die Artzusammensetzung und die Dichte an geeigneten Beutetieren sich von Feuchtgebiet zu Feuchtgebiet unterscheiden können. In der gemäßigten Klimazone können ihre Beutetiere auch starken saisonalen Schwankungen unterliegen. Zu den Beutetieren zählen vor allem Kleinkrebse, Mückenlarven, Weichtiere und Ringelwürmer. Innerhalb dieses Spektrums gibt es regional unterschiedliche Vorlieben. In Europa überwiegen Kiemenfüßer der Gattung Artemia; in der Karibik werden neben Sumpffliegenlarven vor allem kleine Schnecken vertilgt; in den Seen Ostafrikas spielen Zuckmückenlarven und Ruderfußkrebse die größte Rolle. Abhängigkeit von nur einer Art ist auf hypersaline Gewässer begrenzt. In der Camargue ernähren sich Flamingos von fünfzehn verschiedenen Arten von Wirbellosen.
In einer Studie wurde der tägliche Nahrungsbedarf von Kubaflamingos in Venezuela ermittelt. Diese nehmen täglich 270 Gramm Nahrung zu sich, was 50.000 Insektenlarven entspricht. Eine Gruppe von 1500 Flamingos verzehrt demnach täglich das Äquivalent von 75 Millionen Larven. Ein Zwergflamingo nimmt im Nakurusee täglich 60 Gramm Cyanobakterien zu sich. Da sich dort regelmäßig Kolonien von einer Million Zwergflamingos versammeln, bedeutet dies eine tägliche Ausbeute von 60 Tonnen Cyanobakterien.

#### Filtern von Nahrungspartikeln
Plankton wird mit den Lamellen des Seihschnabels aus dem Wasser gefiltert, deren Funktion den Barten der Bartenwale vergleichbar ist. Auf den Lamellen sitzen wiederum feine Härchen. Außerdem ernähren sie sich von kleinen, roten Krebstieren. Die Farbstoffaufnahme beim Verzehr dieser Krebse ist auch für die rosa Färbung einiger Flamingoarten verantwortlich. Zur Aufnahme von Plankton wird der Schnabel seitlich durch das Wasser geschwenkt und dabei nur halb geöffnet gehalten. Die Zunge fährt beständig vor und zurück, um Wasser in den Schnabel und wieder hinaus zu befördern. Dabei gerät Wasser mit Nahrungspartikeln in den Innenraum des Schnabels. Die kleineren Arten haben äußere Lamellen, die das Passieren zu großer Bestandteile verhindern. Die inneren Lamellen liegen hingegen waagerecht und erfüllen im Moment des Hereinströmens noch keine Funktion. Erst wenn das Wasser hinausgepresst wird, richten sich die inneren Lamellen auf und hindern die Nahrungsbestandteile daran, nach außen zu gelangen. Gaumen und Zunge sind mit kleinen, nach hinten weisenden Stacheln besetzt, die für den Transport der Partikel in Richtung des Verdauungstrakts sorgen.
Der ganze Vorgang des Ein- und Ausfahrens der Zunge geschieht extrem schnell; die großen Arten können vier- bis fünfmal je Sekunde Wasser in den Schnabel hinein- und hinauspumpen, während der Zwergflamingo dies sogar zwanzigmal je Sekunde vermag. In den Details dieser Filterfunktion unterscheiden sich die Arten beträchtlich voneinander. Die großen Flamingos (Rosa- und Chileflamingo) haben einen ovalen Oberschnabel, der nicht genau auf den Unterschnabel passt, sondern eine etwa 6 mm große Lücke für die Zunge lässt. Die Lamellen sind voneinander jeweils etwa 0,5 mm entfernt; äußere Lamellen wie bei den kleineren Flamingos gibt es nicht. Die Nahrungspartikel, die aus dem Wasser geseiht werden, haben eine Größe zwischen 0,5 und 6 mm.
Die kleinen Flamingos (Zwerg-, Anden- und Jamesflamingo) haben einen im Querschnitt dreieckigen Oberschnabel, der lückenlos auf den Unterschnabel passt. Bei ihnen gibt es äußere Lamellen, die zu große Nahrungspartikel daran hindern, in den Schnabel zu gelangen. Diese Lücken sind beim Zwergflamingo 1 × 0,4 mm groß. Die Abstände zwischen den inneren Lamellen betragen maximal 0,05 mm. Die Nahrungspartikel haben also eine Größe zwischen 0,05 und 0,4 mm. In dieser Größe dienen nur noch Cyanobakterien und Kieselalgen als Nahrung.
Die unterschiedlichen Anpassungen haben zur Folge, dass Rosa- und Zwergflamingos nebeneinander nach Nahrung filtern können, ohne sich gegenseitig Konkurrenz zu machen. Die von Zwergflamingos vertilgte Nahrung wäre für Rosaflamingos zu klein, die Nahrung der Rosaflamingos für Zwergflamingos zu groß.

#### Techniken der Nahrungssuche
Flamingos suchen in Trupps nach Nahrung, die mehrere tausend Individuen umfassen können. Bis jetzt ist nur unzureichend untersucht, was dazu führt, dass sich solche großen Ansammlungen zusammenfinden, und wie sie sich in den Nahrungsgründen verteilen. Untersuchungen an Kubaflamingos legen nahe, dass die Truppdichte von der Verfügbarkeit von Beutetieren abhängt und dass Gruppen von nahrungssuchenden Individuen weitere anziehen und ihre Form der Nahrungssuche ihren Artgenossen auch Indikationen über die Nahrungsdichte gibt.
Flamingos profitieren von einer gemeinsamen Nahrungssuche, weil das einzelne Individuum dann weniger Zeit aufwenden muss, um nach Prädatoren und anderen Gefahren Ausschau zu halten. In der Regel verbessert die gemeinsame Nahrungssuche aber nicht die aufgenommene Nahrungsmenge. Es scheint jedoch davon Ausnahmen zu geben: Auf den Salzseen in der Nähe von Larnaka, Zypern, suchen Rosaflamingos gelegentlich in drei oder vier langen Reihen gemeinsam nach Nahrung. Die Zoologen Alan Johnson und Frank Cèzilly vermuten, dass die vorderen Vögel so viele Artemia aufscheuchen, dass sie sie nicht alle fangen können, diese aber von den hinter ihnen schreitenden Vögeln gefangen werden. Dünnschnabelmöwen schließen sich gelegentlich den Flamingos an und profitieren ebenfalls von den aufgewirbelten Nahrungstieren.
Das Durchseihen von flachen Gewässerzonen, während sie langsam vorwärts schreiten, ist sicherlich die typischste Nahrungstechnik der Flamingos. Gelegentlich schwimmen Flamingos aber auch während der Nahrungssuche und suchen schwanenähnlich am Gewässerboden nach Nahrung. Dabei kippen sie mitunter ihre Körperachse ins Vertikale und paddeln mit den Füßen, um ihre Position zu halten. Eine weitere Technik, die nur bei Flamingos vorkommt, ist das sogenannte „Stamping“. Der im Wasser stehende Flamingo hält dabei den Schnabel unter Wasser und dreht sich unter schnellen, stampfenden Fußbewegungen im Kreis, wobei er mit dem Schnabel an einer Stelle verharrt. Durch diese Bewegungen entstehen in den Lagunen untertassenartige Bodenvertiefungen. Flamingos nutzen diese Technik nur, wenn der Gewässerboden weich ist. Entweder nehmen sie dadurch Wirbellose und ihre Larven auf, die im Sand oder Schlamm vergraben sind, oder sie fressen den Schlamm, den sie durch diese Bewegung hochschleudern. Größere Beutetiere fangen sie gelegentlich in einer reiherähnlichen Manier. Entdecken sie beispielsweise kleine Fische oder Einsiedlerkrebse, die bei Ebbe in Gezeitentümpeln gefangen sind, laufen sie mit nach vorne gestrecktem Hals rasch auf diese zu und nutzen den Schnabel zangenähnlich, um das Beutetier zu ergreifen.

#### Nahrungsflüge

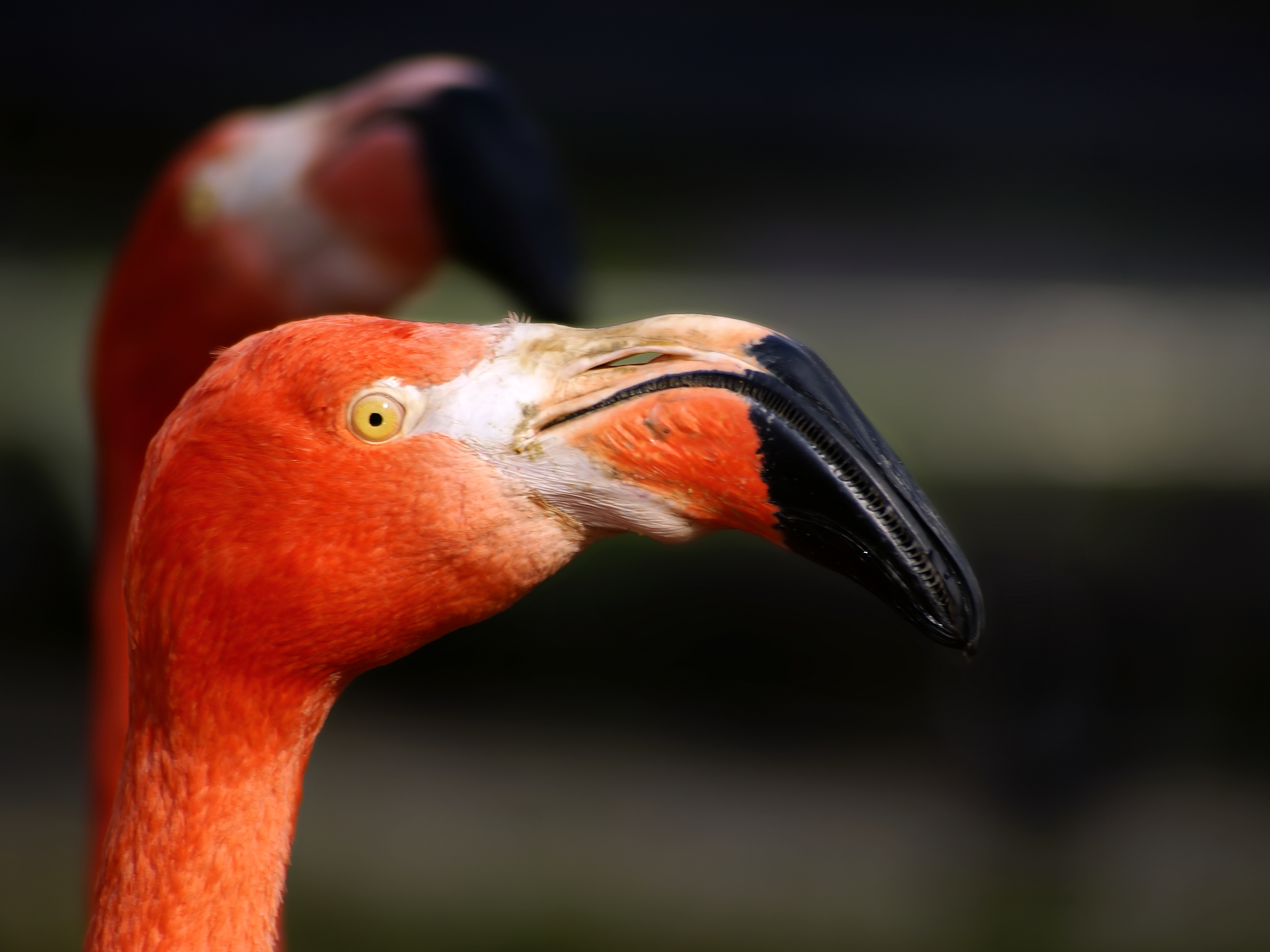
Kubaflamingos waren die erste Art, für die weite Nahrungsflüge nachgewiesen wurden.

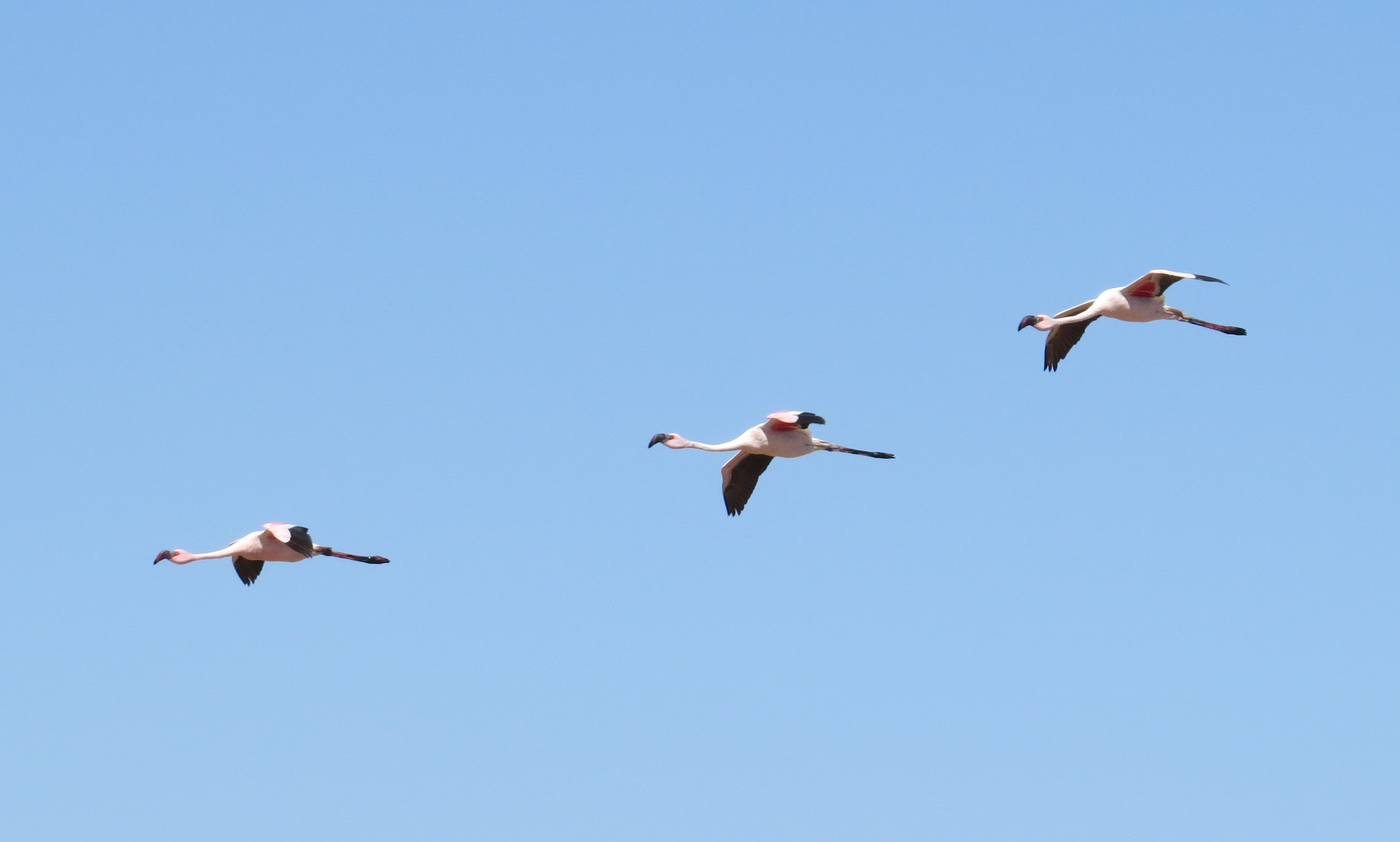
Flamingos im Flug über Namibia

Flamingos brüten nur in Gebieten, in denen sie weitgehend ungestört sind und Prädatoren nicht zur Kolonie vordringen können. Solche Stellen finden sich nicht notwendigerweise an Gewässern, die den Flamingos auch ausreichend Nahrung bieten. Bereits in den 1950er Jahren wurde berichtet, dass am Tengizsee brütende Rosaflamingos zur Nahrungssuche täglich Distanzen von 30 bis 40 Kilometer weit flögen, um in Feuchtgebieten in der Sawolschje Nahrung zu suchen. Erst in den 1960er Jahren wurde jedoch bekannt, wie groß die Distanzen sind, die einzelne Populationen zurücklegen. Eine der ersten genauer untersuchten Populationen waren Kubaflamingos, die auf Bonaire brüteten. Ihre wichtigste Nahrungsquelle, eine Salzlagune im Bereich der Insel, wurde 1969 vom Wasserzufluss abgeschnitten. Während ein kleiner Teil der Population dieser Insel sich auf andere Nahrungsquellen umstellte, begann der größere Teil der Population Nahrungsgründe aufzusuchen, die 140 Kilometer weiter südlich an der Küste Venezuelas lagen.
Ähnliche Feststellungen hat man mittlerweile auch für andere Populationen und Regionen gemacht. Rosaflamingos gelten dabei als die Art unter den Flamingos, die die längsten Nahrungsflüge durchführt. An der Laguna de Fuente de Piedra im Binnenland Spaniens beginnen Rosaflamingos nur dann mit der Brut, wenn Regenfälle im vorausgegangenen Herbst und Winter zu einem ausreichenden Wasserstand in der Lagune geführt haben. Die Lagune beginnt jedoch im Frühjahr auszutrocknen und fällt häufig noch im Frühsommer vollständig trocken, bevor die Jungvögel flügge sind. Die umliegenden Feuchtgebiete bieten nur einem kleinen Teil der in der Lagune brütenden Flamingos Nahrung. Ein großer Teil der dort brütenden Vögel sucht zum Fressen das Mündungsgebiet von Guadalquivir und die Bucht von Cádiz auf, die zwischen 140 und 200 Kilometer von der Brutkolonie entfernt liegen. Flamingos fliegen während der Nacht in die Nahrungsgründe. In der Brutkolonie sammeln sie sich in den Abendstunden zunächst an dem Uferabschnitt, der ihrem Zielgebiet am nächsten liegt. Mit Sonnenuntergang fliegen sie in ein oder zwei Gruppen auf, kreisen zunächst über der Lagune, um Höhe zu gewinnen, und ziehen mit Einbruch der Dunkelheit ab. Für die Strecke, die sie zurücklegen müssen, benötigen sie mindestens zwei Stunden. Die meisten Flamingos bleiben mindestens einen Tag in den Nahrungsgründen und kehren in der nächsten Nacht zurück. Bei einigen hat man jedoch beobachtet, dass sie sofort nach dem Füttern der Jungen erneut aufbrechen, so dass zumindest eine kleinere Zahl mindestens 300 Kilometer in der Nacht zurücklegt.

### Fortpflanzung

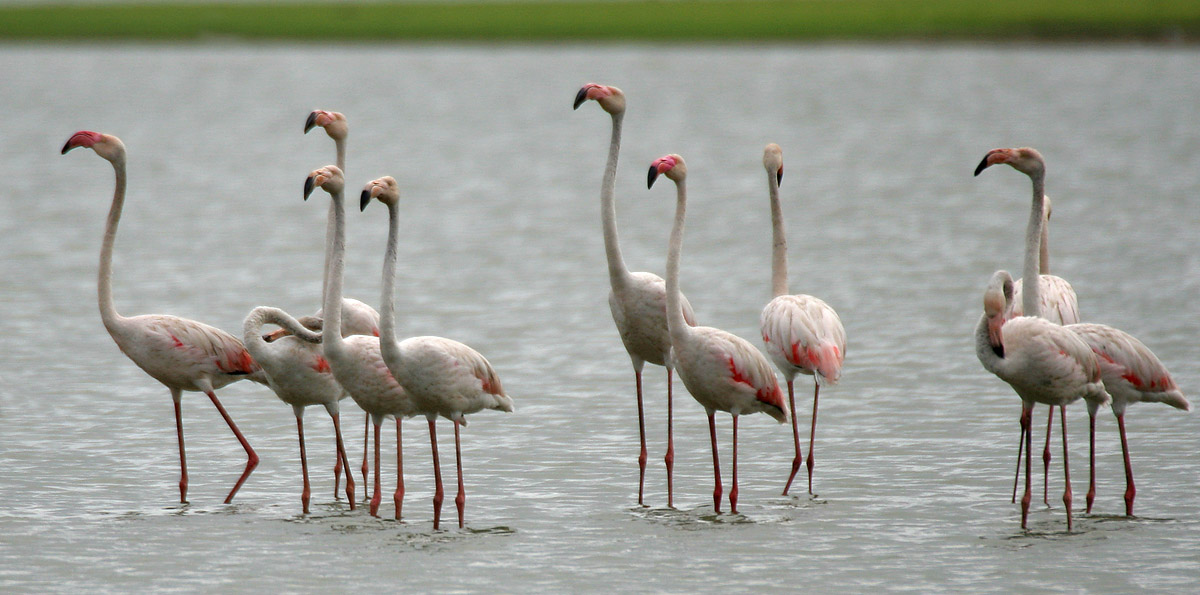
Rosaflamingos in der Alert Posture

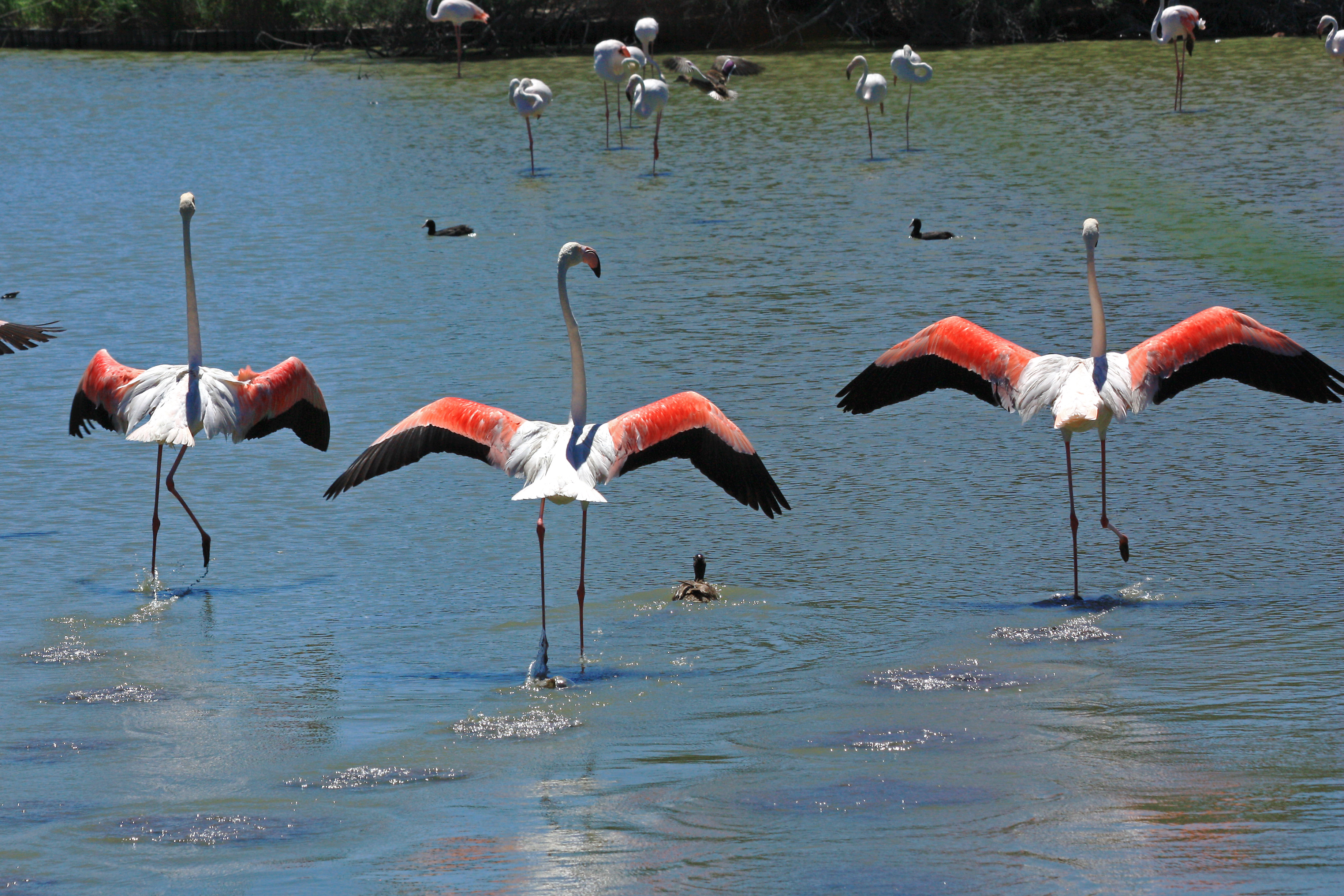
Rosaflamingos beim wing-salute

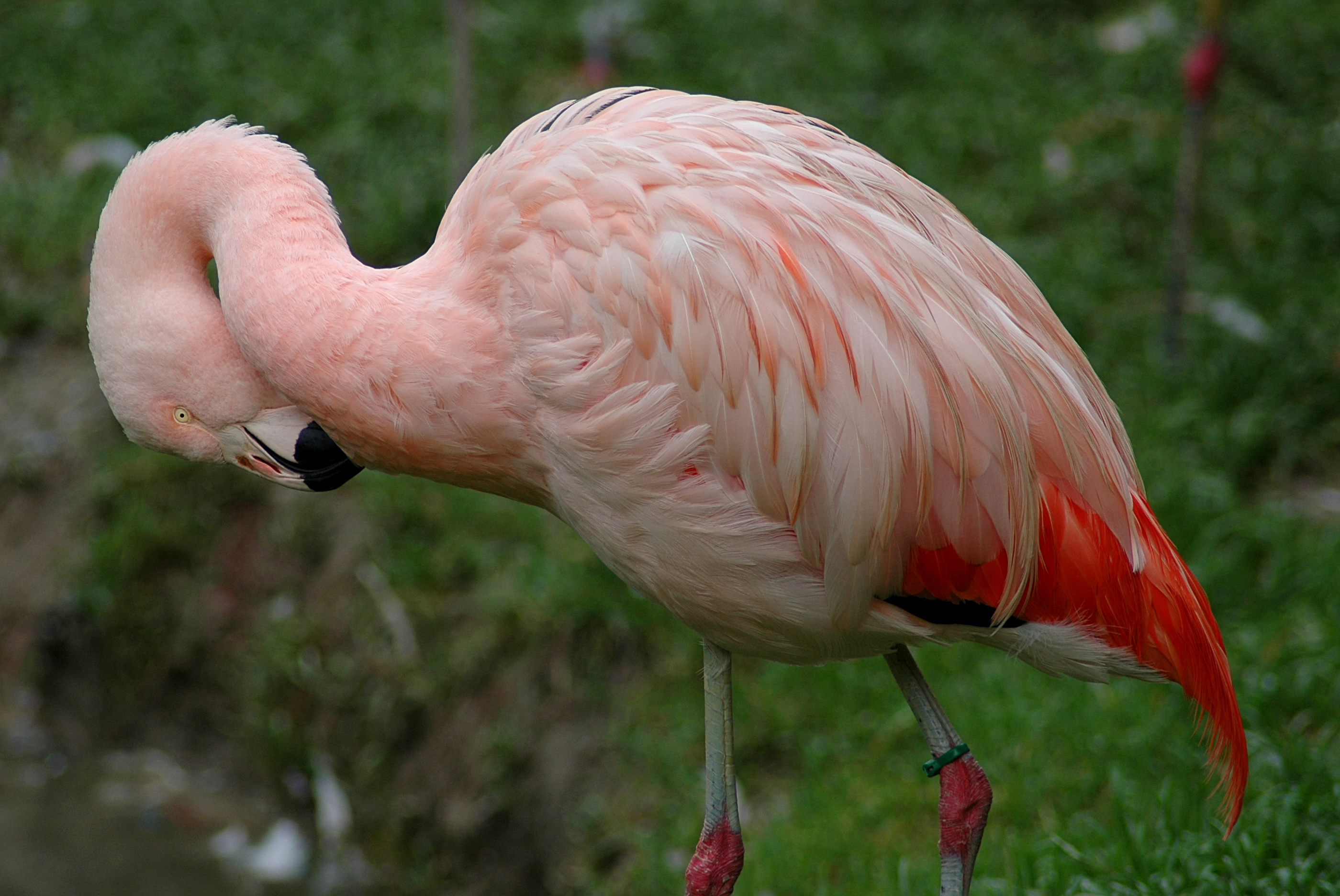
Broken-neck-Geste beim Chileflamingo

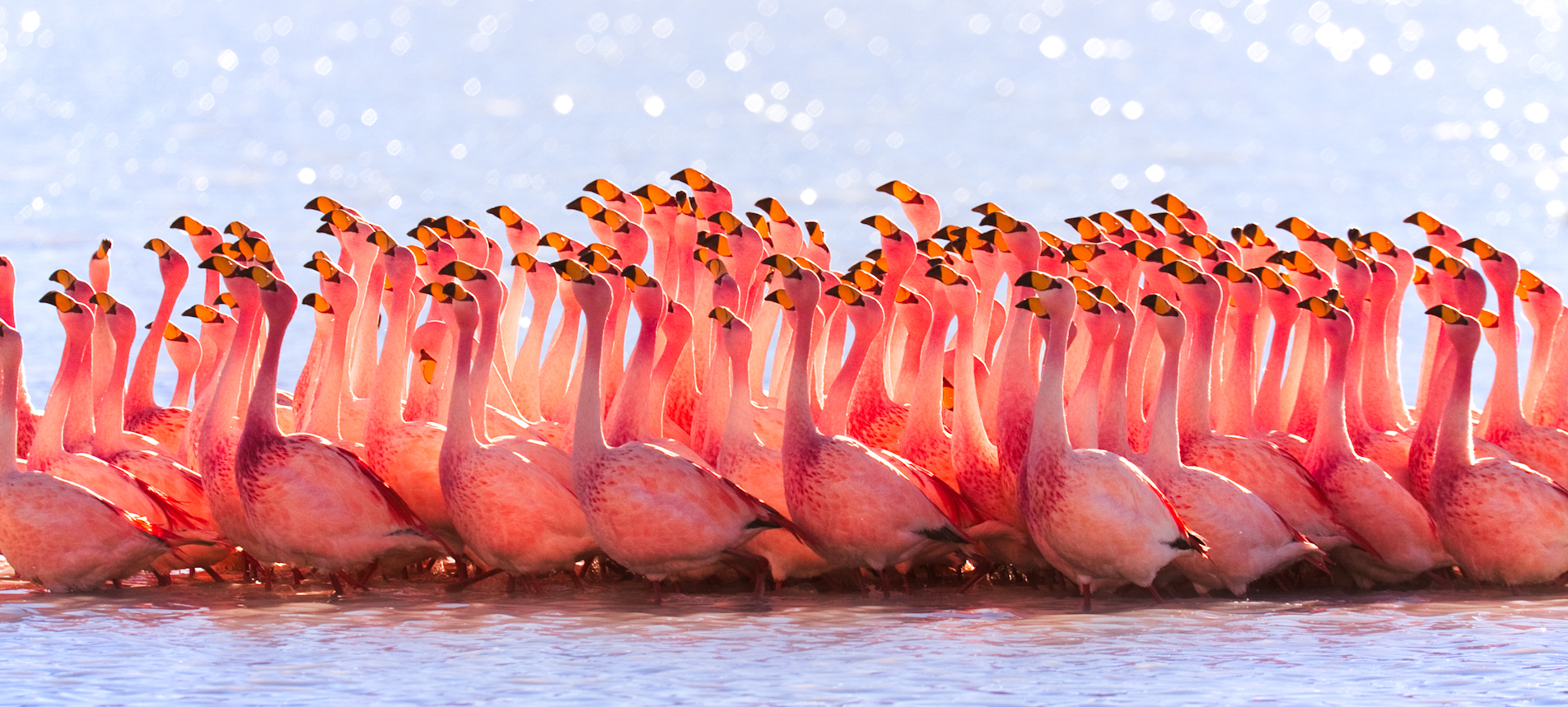
Jamesflamingo beim Marching

Im größten Teil ihres Verbreitungsgebietes sind Flamingos opportunistische Brüter, die nur dann zur Brut schreiten, wenn ihr Lebensraum ihnen dazu geeignete Bedingungen bietet. Meist ist dies nach längeren, heftigen Regenfällen der Fall. Es ist daher notwendig, dass Flamingos sehr schnell synchron zueinander in Brutstimmung kommen. Es wird in der Literatur noch kontrovers diskutiert, ob das mit seinen Verhaltenselementen stark ritualisierte Imponierverhalten diese Funktion wahrnimmt. Zumindest bei in Gefangenschaft gehaltenen Flamingos hat man eine zunehmende Häufigkeit und die Intensität des Imponierverhaltens unmittelbar vor dem Beginn der Brut festgestellt. Die Zoologen Alan Johnson und Frank Cézilly halten es jedoch für sehr viel wahrscheinlicher, dass das Imponierverhalten vorwiegend die Funktion hat, einen geeigneten Fortpflanzungspartner zu finden. Dafür spricht unter anderem, dass das Imponierverhalten bereits lange vor der Fortpflanzungszeit beginnt.
Flamingos sind seriell monogame Vögel, das heißt, sie suchen während jeder Fortpflanzungsperiode einen neuen Partner. Mehrere Verhaltenselemente des Imponierverhaltens können als eine Demonstration der körperlichen Fitness des individuellen Flamingos gesehen werden. Dazu zählt unter anderem der sogenannte Wing Salute, bei dem Flamingos unter anderem die besonders farbintensiven Teile ihrer Flügel demonstrieren. Die Intensität der Färbung zeigt an, in welchem Maße das einzelne Individuum in der Lage ist, Carotinoiden mit der Nahrung aufzunehmen und zu verstoffwechseln.

#### Einzelne Elemente des Imponierverhaltens
Die Nomenklatur für die einzelnen Elemente des Imponiergehabes stammt von dem Zoologen Phil Kahl und ist bis heute üblich. Die meisten dieser Verhaltenselemente hat man bei allen Flamingo-Arten beobachtet, obwohl sie in den Details voneinander abweichen. Anden- und Jamesflamingo scheinen ein geringeres Spektrum an Gesten als die anderen Arten zu haben.
Alert posture
Hierbei strecken Flamingos, die den Hals für gewöhnlich S-förmig gebogen halten, den Hals senkrecht empor. Diese Geste sieht man meistens, wenn Flamingos aufgeschreckt werden oder eine Gefahr wittern. Ausgehend von einem Individuum übernehmen die benachbarten Vögel die Geste.
Head-flagging
Dieses Verhalten folgt meistens der alert posture. Hierbei wird der Hals gestreckt, der Schnabel aufwärts gerichtet und der Kopf hin und her geschwenkt. Mit zunehmender Dauer erhöht sich die Geschwindigkeit, die letztlich bei zweimal je Sekunde liegt.
Wing-salute
Oft folgt diese Geste auf das Head-flagging. Mit weiterhin gestrecktem, aber still gehaltenem Hals werden die Flügel ausgebreitet und die Schwanzfedern aufgerichtet. Etwa zehn Sekunden bleibt der Flamingo reglos in dieser Position, ehe er mit einer anderen Geste fortfährt. Da oft Hunderte Vögel beinahe gleichzeitig den wing-salute ausführen, erscheint es aus der Ferne, als würde die Kolonie schlagartig ihre Farbe ändern.
Inverted Wing-salute
In dieser Geste wird der Hals horizontal nach vorn gestreckt. Die Flügel werden nur leicht gespreizt, die Schwanzfedern aufgerichtet.
Twist-preen
Hierbei wird ein Flügel abgewinkelt; die Handschwingen hängen herab, ihre schwarze Färbung ist weithin gegen den rosa Vogel sichtbar. Gleichzeitig wird der Kopf nach hinten gebogen, als wollte der Vogel sein Gefieder unter der geöffneten Schwinge putzen (to preen). Die Geste ist sehr kurz und folgt meistens auf den Wing-salute.
Wing-leg stretch
Ein Flügel und ein Bein werden zu einer Seite ausgestreckt. Auch diese Geste ist sehr kurz. Sie folgt bei den großen Arten manchmal auf den Wing-salute.
Marching
Eine Gruppe von Hunderten oder gar Tausenden Flamingos läuft mit vorgestreckter Brust und ausgestrecktem Hals. Sie wechseln abrupt die Richtungen. Oft wird das Head-flagging gleichzeitig ausgeführt. Ein Ausstrecken der Flügel ist in den dicht beieinander stehenden Marschgruppen nicht möglich.
False-feeding
Diese Geste tritt während des Marching auf. Vor einem Richtungswechsel halten die Vögel ihre Köpfe in das Wasser und führen Bewegungen wie bei der Nahrungssuche aus, ehe sie mit der nächsten Verhaltensweise fortfahren.
Broken-neck
Hierbei wird der Hals in der Mitte so stark gebogen, dass die Schnabelspitze den Halsansatz berührt. Die Geste tritt oft während des Marching auf.
Hooking
Dies ist eine Drohgeste, bei der der Hals vorgestreckt wird; der Kopf sieht nach unten, der Schnabel deutet rückwärts zur Brust. Die Federn auf Schultern und Rücken werden aufgerichtet. So nähert sich der Flamingo dem Angreifer oder einem Artgenossen, den es fernzuhalten gilt.
Neck-swaying threat
Diese Geste folgt als weitere Drohung dem Hooking, wenn dieses allein keinen Erfolg hatte. Der Flamingo schwenkt den Kopf auf und ab, hält das Rückengefieder weiterhin aufgerichtet und gibt knurrende Laute von sich. Einer solchen Geste kann ein Kampf folgen. Zu Kämpfen zwischen Artgenossen kann es kurz nach der Paarbildung kommen, wenn die Niststätte gewählt wird. Zu späteren Zeitpunkten sieht man sie nicht mehr.
Display flights
Kleine Gruppen zwischen vier und fünfzehn Männchen und Weibchen fliegen nach dem Marching auf und beginnen als nah zueinander fliegende Gruppe zu kreisen. Die Flugweise weicht deutlich von dem normalen Flug der Flamingos ab. Die Flügelschläge sind verhältnismäßig steif und flacher als gewöhnlich. Zeitweilig scheinen die Flügelschläge auch zwischen mehreren Individuen der Gruppe synchron zu sein. Die Gruppe kreist mitunter nur einige Male über der Kolonie, sie bleiben aber gewöhnlich für etwa 30 Minuten in der Luft. In der Camargue sind solche Display flights vor allem im Frühling zu sehen.

#### Kolonien

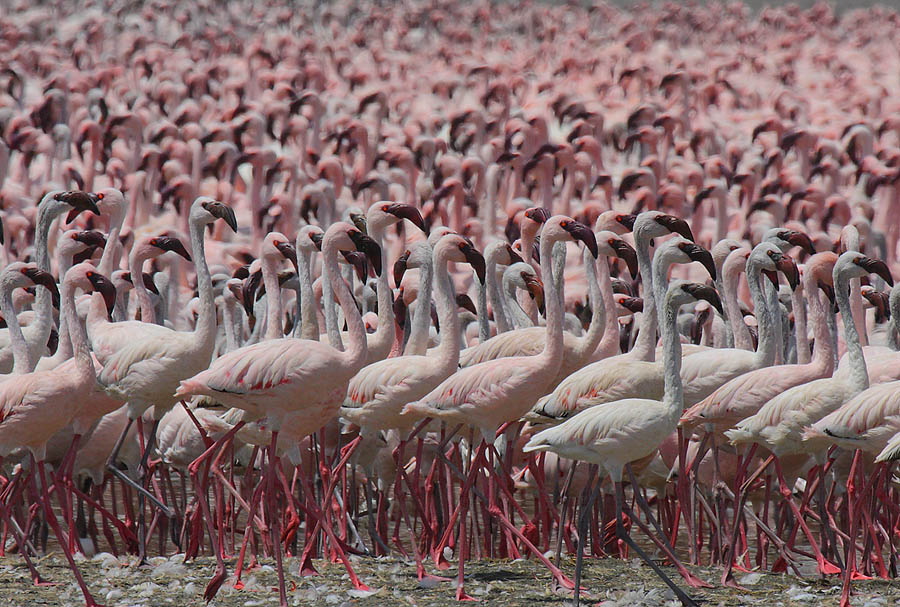
Zwergflamingos, Kenia

Eines der auffälligsten Merkmale von Flamingos ist der hohe Grad, zu dem sie in Kolonien leben. Koloniebrüten hat sich mehrfach unabhängig in verschiedenen Vogelordnungen entwickelt und kommt besonders häufig bei Wasservögeln vor. Alle Flamingoarten weisen mehrere Merkmale auf, die für obligatorische Koloniebrüter typisch sind. Dazu zählen die kleinen Brutreviere, die sie verteidigen, die Bildung von Crèches oder Kindergärten der noch nicht flüggen Jungvögel, das Fehlen einer aktiven Verteidigung gegenüber Prädatoren und dass die Eischalen nach dem Schlupf der Jungvögel nicht aus dem Nest entfernt werden.
Außer auf den Galapagosinseln brüten Flamingos immer in großer Nähe zueinander und sind nur sehr selten Einzelbrüter. Das Fortpflanzungsrevier, das sie verteidigen, ist typischerweise sehr klein und misst vom Nest aus meist weniger als die Halslänge eines ausgewachsenen Flamingos. Die Fortpflanzungsbereitschaft und der Bruterfolg scheinen davon abhängig zu sein, dass eine Kolonie eine Mindestgröße an Brutpaaren aufweist.
Flamingos sind während einer Brutzeit monogam, oft auch darüber hinaus. Während sie in manchen Regionen jährlich brüten, lassen anderswo ganze Kolonien eine Brut ausfallen. So brüten Flamingos in Ostafrika etwa alle zwei Jahre. Ob eine Brut stattfindet, hängt von den äußeren Bedingungen ab, vor allem vom Regen und vom Wasserstand. Manchmal brüten verschiedene Arten gemeinsam in gemischten Kolonien – beispielsweise Rosa- und Zwergflamingos in Ostafrika oder Anden- und Jamesflamingos in Südamerika.
In großen Kolonien in Seen errichten Flamingos ihre Nester, wenn der Wasserstand so weit sinkt, dass große Teile des Sees nahezu trockengefallen sind. Auf Inseln sind die Kolonien kleiner. Vorzugsweise sind diese Inseln schlammig und vegetationslos, manchmal aber auch felsig oder dicht bewachsen.

#### Nest

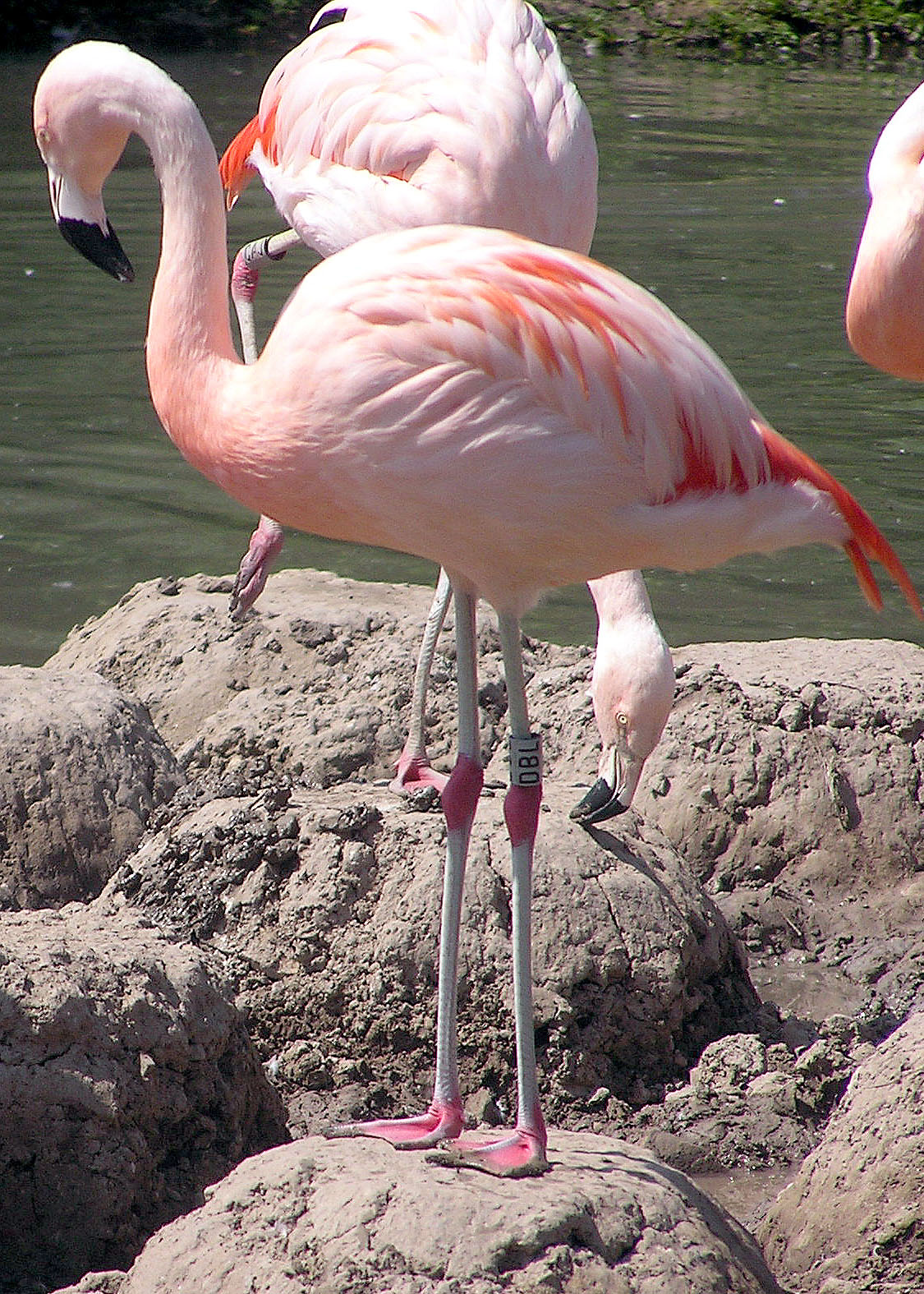
Chileflamingos auf dem Nest

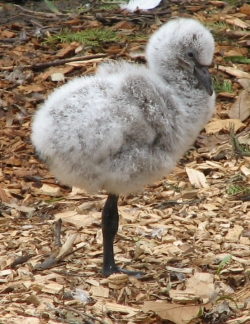
Chileflamingo, Jungvogel im Daunenkleid

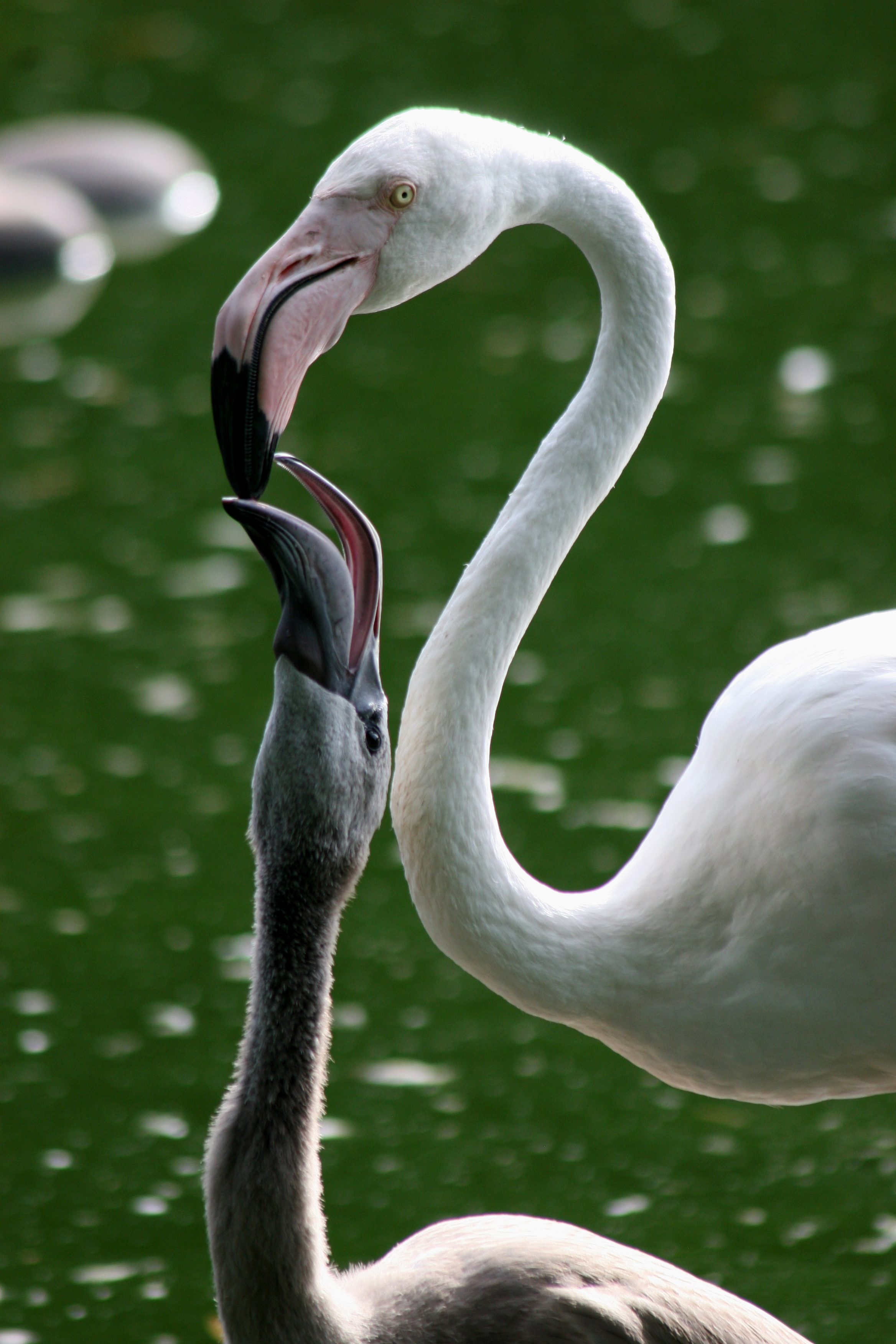
Fütterung mit Kropfmilch

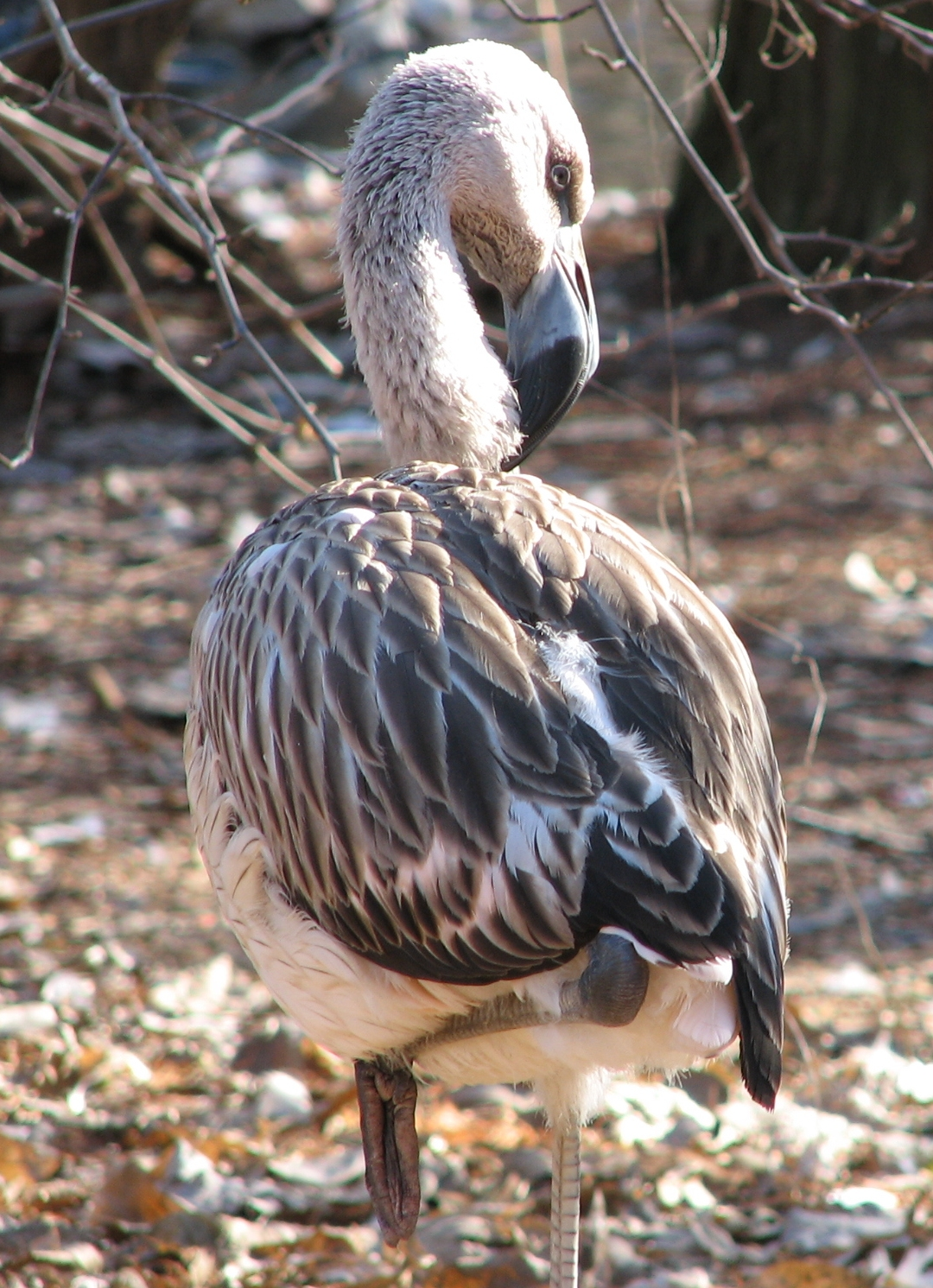
Juveniler Chileflamingo

In den meisten Kolonien sind die Nester kegelförmige Schlammanhäufungen. So ein Kegel hat an der Basis einen Durchmesser von 35 bis 56 cm, an der Spitze 22 bis 40 cm; die Höhe beträgt meistens 30 bis 45 cm. In der Spitze des Kegels befindet sich eine bis zu 20 cm tiefe Aushöhlung. Dieser Schlammkegel schützt das Gelege vor Überschwemmung, wenn der Wasserspiegel steigen sollte. Oft benutzen die Partner ein bereits existierendes Nest des Vorjahres. Steht ein solches nicht zur Verfügung, wird der Schlammhügel von beiden Partnern errichtet, indem Schlamm mit dem Schnabel zwischen die Beine befördert und dort aufgetürmt wird. Die Weibchen sind beim Nestbau aktiver als die Männchen. Die Nester stehen sehr dicht beieinander. Bei den riesigen Kolonien der Zwergflamingos findet man beispielsweise bis zu fünf Nester je Quadratmeter.
Bei den Kolonien, deren Mitglieder auf felsigem oder bewachsenem Grund brüten, dient als Nest hingegen ein Ring von Steinen oder faulendem Pflanzenmaterial.
Meistens wird nur ein Ei gelegt. Gelege mit zwei Eiern kommen in weniger als 2 % der Nester vor. Die Eier sind weiß, manchmal auch bläulich überhaucht. Sie haben einen Durchmesser von 7,8–9,0 × 4,9–5,5 cm. Das Gewicht beträgt 115 bis 140 g. Beide Partner brüten abwechselnd.

#### Jungenaufzucht
Die Jungen schlüpfen nach 27 bis 31 Tagen. Sie haben zunächst ein graues Daunenkleid und einen geraden Schnabel. Fünf bis zwölf Tage verbleiben sie im Nest. Während dieser Zeit werden sie von den Altvögeln mit einer Kropfmilch versorgt, die im oberen Verdauungstrakt erzeugt wird. Mit einem Anteil von 9 % Proteinen und 15 % Fett ähnelt diese Milch der Konsistenz von Säugetiermilch, wird aber sowohl von Männchen als auch von Weibchen produziert. Die Milch wird direkt vom Schnabel des Altvogels in den des Jungen gegeben.
Wenn das Junge das Nest verlässt, kann es eigenständig gehen und schwimmen und schließt sich mit anderen Jungen zu einer „Crèche“ zusammen, die Hunderte oder Tausende von Individuen umfassen kann. Beim Zwergflamingo sind es bis zu 300.000 Junge, die sich zu solch einer Ansammlung zusammenfinden. Die Jungen werden von Altvögeln bewacht; anfangs kommt hierbei ein Altvogel auf zehn, später nur noch auf hundert Junge. Die Elternvögel erkennen ihr eigenes Junges an den Lautgebungen; sie übernehmen weiter die Fütterung, bis das Junge im Alter von zehn bis zwölf Wochen einen effektiven Seihschnabel entwickelt hat und nicht mehr auf die Milch angewiesen ist.

#### Bruterfolg und Lebenserwartung
Obwohl Flamingos oft bereits mit drei Jahren das erste Mal brüten, sind diese Bruten fast nie erfolgreich. In Spanien waren bei Beobachtungen 91,7 % der Bruten von siebenjährigen Vögeln erfolgreich. Jüngere und ältere Vögel hatten erheblich weniger Erfolg. So brachten von den drei- bis fünfjährigen Flamingos nur 13,6 % ihre Jungen durch, von den neunjährigen nur 50 %. Bedroht sind Gelege unter anderem durch Möwen, Krähen, Greifvögel und Marabus. Gefährlicher aber sind unvorhergesehene Änderungen des Wasserstands. Steigt das Wasser so hoch, dass es die Schlammkegel dauerhaft überflutet, kann die Brut einer gesamten Kolonie fehlschlagen. Auch das andere Extrem, das Sinken des Wasserstands bis zur Austrocknung der Nestumgebung, ist gefährlich: Die Altvögel können in der Nähe des Nests keine Nahrung mehr beschaffen, und Landraubtiere erhalten Zugang zu den Nestern. Die durchschnittliche Lebenserwartung von Flamingos beträgt zwanzig bis dreißig Jahre; vereinzelt können die Vögel sogar bis zu fünfzig Jahre alt werden. In Gefangenschaft können sie bei entsprechender Pflege über 80 Jahre alt werden.

## Stammesgeschichte
Flamingos sind eine sehr alte Vogelgruppe, die auf das Oligozän zurückgehen – oder gar auf das Eozän, wenn man die Vogelgattung Juncitarsus zu den Flamingos rechnet. Letzteres ist aber wahrscheinlich nicht gerechtfertigt, weil Juncitarsus in einigen Skelettmerkmalen, vor allem im Tarsometatarsus, den Regenpfeifern näher steht. Der Schädel von Juncitarsus wurde erst 1987 anhand eines ersten vollständigen Skelettes aus der Grube Messel bei Darmstadt bekannt, der Schnabel zeigt keine besondere Ähnlichkeit zu unzweifelhaften Flamingos.
Die ältesten Flamingos werden einer Familie Palaelodidae oder Unterfamilie Palaelodinae zugeordnet. Die Gattung Palaelodus war vom Oligozän bis ins Miozän, nach einem nicht eindeutig zuzuordnenden Knochenfund gar bis ins Pleistozän artenreich verbreitet. Fossilien fand man in Europa, Nord- und Südamerika sowie Australien.
Die rezente Gattung Phoenicopterus ist ebenfalls bereits aus dem Oligozän beschrieben, in Form der Art Phoenicopterus croizeti.

## Systematik

### Äußere Systematik
Es war früher üblich, Flamingos den Schreitvögeln zuzuordnen. Nicht nur das äußere Erscheinungsbild, sondern auch anatomische Details stimmen überein: die Struktur der Dunen junger Flamingos sowie die Beschaffenheit des Beckens und der Rippen weisen starke Parallelen zu den Störchen auf. In der Mitte des 20. Jahrhunderts wurde es gebräuchlicher, Flamingos in die Nähe der Gänsevögel zu stellen. Wie bei diesen sind die Jungen Nestflüchter, die Zehen mit Schwimmhäuten verbunden, und die Federlinge (auf Vögeln parasitierende Kieferläuse) beider Taxa sind eng miteinander verwandt. Eine dritte Hypothese wurde in den 1980ern aufgestellt: Aufgrund von Fossilfunden und mancher ethologischer Parallelen kam man zu dem Schluss, die Flamingos seien mit Austernfischern und Säbelschnäblern verwandt und somit als Familie den Regenpfeiferartigen zuzuordnen. Die DNA-Hybridisierungen von Sibley und Ahlquist platzierten die Flamingos zunächst wieder dort, wo sie ganz am Anfang standen: in der Nähe der Schreitvögel, von denen sie sich vor 48 Millionen Jahren getrennt hätten. Andere Untersuchungen aber schienen die Gänsevögel-Hypothese zu bestätigen, kaum noch eine die Watvögel-Hypothese. 
Neuere morphologische und molekulargenetische Analysen brachten schließlich die erhoffte Klarheit und zeigten, dass die Flamingos die Schwestergruppe der Lappentaucher (Podicipedidae) sind. Die von beiden Taxa gebildete Klade erhielt den Namen Mirandornithes.

### Innere Systematik
Es gibt zwei Konzepte der inneren Systematik: die Aufteilung der Flamingos auf drei Gattungen Phoenicopterus, Phoeniconaias und Phoenicoparrus, oder die Vereinigung aller Arten in einer gemeinsamen Gattung Phoenicopterus. Während die letztere Variante die ältere ist, ist auch die erstgenannte nicht neu: Phoenicoparrus wurde 1856 von Charles Lucien Jules Laurent Bonaparte aufgestellt, Phoeniconaias 1869 von George Robert Gray. Beide Varianten findet man bis heute. Die Gattung Phoenicopterus unterscheidet sich von den beiden anderen durch einen weniger spezialisierten Lamellenapparat, Phoeniconaias und Phoenicoparrus sind durch Fehlen oder Vorhandensein einer Hinterzehe unterschieden. Im Folgenden wird die Aufteilung in drei Gattungen dargestellt:
- Phoenicopterus

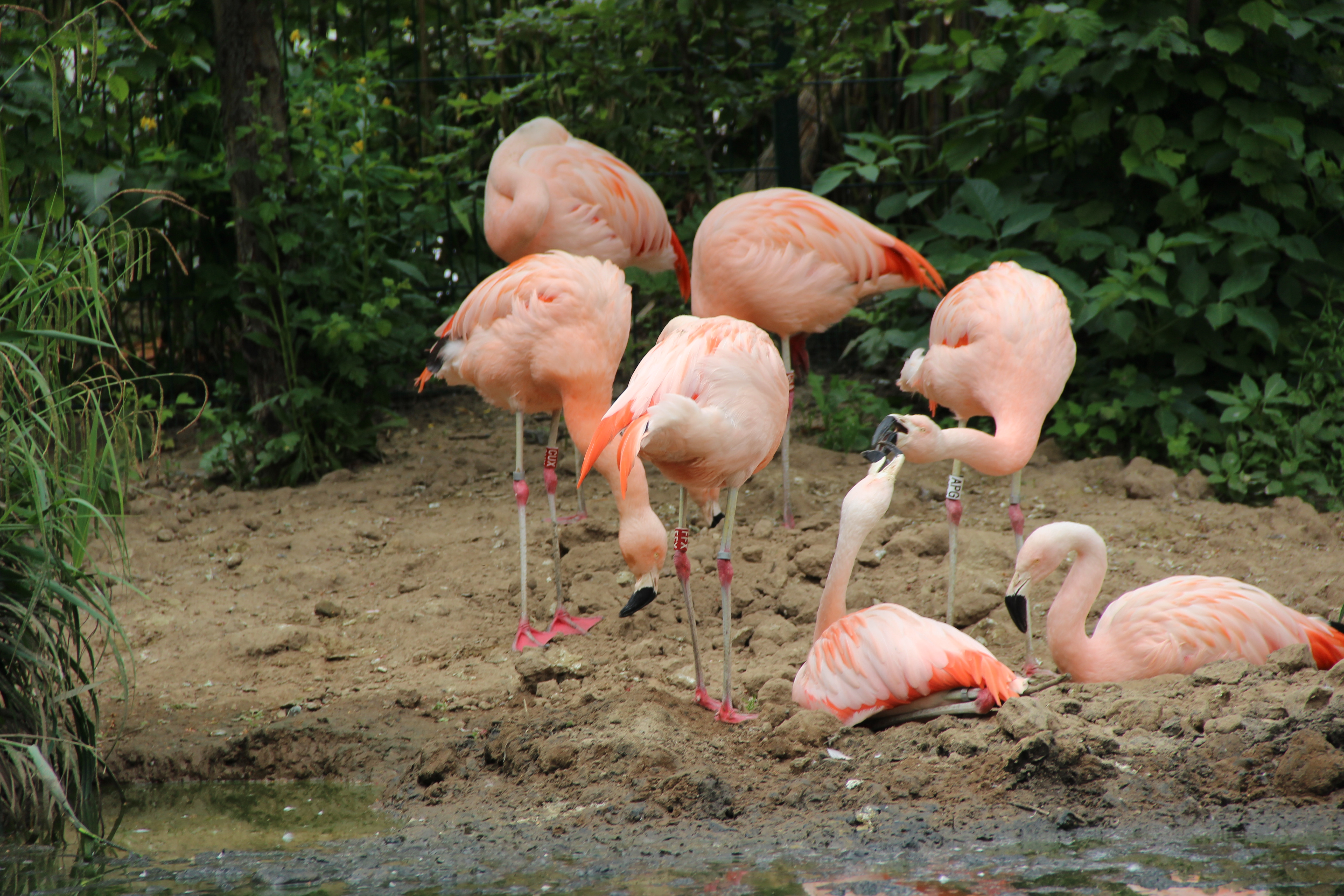
Chileflamingos im Frankfurter Zoo

  - Rosaflamingo (Phoenicopterus roseus)
  - Kubaflamingo (Phoenicopterus ruber)
  - Chileflamingo (Phoenicopterus chilensis)
- Phoeniconaias
  - Zwergflamingo (Phoeniconaias minor)
- Phoenicoparrus
  - Andenflamingo (Phoenicoparrus andinus)
  - James-Flamingo (Phoenicoparrus jamesi)

## Flamingos und Menschen

### Wechselbeziehungen
Flamingos sind bereits in steinzeitlichen Höhlenzeichnungen Spaniens abgebildet, die auf das Jahr 5000 v. Chr. zurückgehen. Im alten Ägypten hatte eine Hieroglyphe, die die Farbe Rot darstellte, die Form eines Flamingos. Oft wurde der legendäre Phönix als ein Flamingo dargestellt; von dieser Verbindung kommt auch die Wurzel Phoenic-, die sich in den wissenschaftlichen Namen aller Flamingo-Gattungen findet.
Bei den Römern galten Flamingozungen als Delikatessen, die bei den Banketten der Reichsten aufgetischt wurden. Plinius der Ältere beschreibt in seiner Naturalis historia den herausragenden Geschmack der Zungen. Über einen Zeitraum von zweihundert Jahren finden sich Hinweise auf diese Luxusspeise. Wahrscheinlich waren Flamingos in vorrömischer Zeit im Mittelmeerraum weit verbreitet und wurden durch die Vorlieben der reichen Römer erheblich dezimiert.
Auch in anderen Regionen der Welt wurden Flamingos gejagt, wenn auch nicht wegen ihrer Zungen, so doch wegen ihres Fleisches und ihrer Eier. Mehrere Indianervölker der Anden haben diese Jagd seit langem betrieben, aber auch in Tunesien, Indien und der Türkei war sie bis ins 20. Jahrhundert üblich. Die Federn waren dagegen nie begehrt, da sie nach dem Rupfen ihre rosa Farbe verlieren.
Seit langem werden Flamingos auch für Zoos und Parks gefangen. Dort zeigte sich, dass die Flamingos ihre rosa Farbe verloren und zudem nicht brüteten. Heute ist es möglich, mit einer speziell entwickelten Ernährung Rosa- und Chileflamingo in Zoos zu halten und eine Vermehrung zu ermöglichen; bei den kleinen Arten ist dies jedoch erst sehr wenigen Zoos gelungen, da es den meisten Einrichtungen nicht möglich ist, diesen hochspezialisierten Tieren Nahrung in befriedigender Qualität zur Verfügung zu stellen.
Der französische Maler Henri Rousseau schuf Anfang des 20. Jahrhunderts das Gemälde Die Flamingos mit vier rosafarbenen Flamingos in einer Urwaldlandschaft. Eine plastische Darstellung des Flamingos entstand mit dem Flamingobrunnen in Zwickau. Seit den 1990er Jahren erfreut sich von den USA ausgehend der Gartenflamingo aus Plastik wachsender Beliebtheit. Der Büchnerpreisträger Jan Wagner schrieb ein Federico Italiano gewidmetes Gedicht mit dem Titel flamingos.

### Bedrohung und Schutz
Die IUCN stuft den Rosaflamingo als nicht gefährdet und Chile-, Zwerg- und Jamesflamingo als potenziell gefährdet ein. Als einzige gefährdete Art gilt der Andenflamingo. Er hat seine wenigen Brutgebiete in unzugänglichen Gegenden des Altiplano und die Gesamtpopulation wird auf weniger als 50.000 geschätzt. Der Jamesflamingo galt ab 1924 sogar als ausgestorben, wurde aber 1957 wiederentdeckt. Im Jahr 2000 wurde er aus dem Status gefährdet nach potenziell gefährdet zurückgestuft.
Die drei anderen Arten sind zahlreicher, können aber lokal gefährdet sein. Der Zwergflamingo ist in Ostafrika zwar enorm individuenreich, hat dort aber insgesamt nur wenige Brutgebiete. In Westafrika ist er mit 6000 Individuen eine Seltenheit.
Problematisch ist für Flamingopopulationen besonders die Habitatzerstörung: Seen werden trockengelegt; Fische werden in zuvor fischfreien Seen ausgesetzt und treten als Nahrungskonkurrenten auf; Salzseen werden für die Salzgewinnung erschlossen und sind so nicht mehr für Flamingos nutzbar. Eine positive Ausnahme bildet hier die Salzgewinnung auf Bonaire, wo es gelungen ist, den Schutz der dortigen roten Flamingos in die Kondensorteiche zu integrieren, was die Vögel vor Störung schützt. Der Andenflamingo ist darüber hinaus durch den gesteigerten Abbau von Lithium im Zuge des Trends zur Elektromobilität bedroht.

## Zitierte Quellen
Die Informationen dieses Artikels entstammen zum größten Teil den unter Literatur angegebenen Quellen, darüber hinaus werden folgende Quellen zitiert:
1. ↑  Young-Hui Chang, Lena H. Ting: Mechanical evidence that flamingos can support their body on one leg with little active muscular force. In: Biology Letters. Royal Society Publishing, 24. Mai 2017, abgerufen am 6. Juni 2017 (englisch).
2. ↑  Johnson und Cézilly: The Greater Flamingo, 2007, S. 281 f.
3. ↑  Biologische Station Zwillbrock
4. 1 2  Alan Johnson und Frank Cézilly: The Greater Flamingo. T & AD Poyser, London 2007, ISBN 978-0-7136-6562-8, S. 120.
5. 1 2  Alan Johnson und Frank Cézilly: The Greater Flamingo. T & AD Poyser, London 2007, ISBN 978-0-7136-6562-8, S. 113.
6. ↑  C.L. Casler & E.E. Este: Caribbean Flamingos Feeding at a New Solar Saltworks in Western Venezuela. In: Waterbirds: The International Journal of Waterbird Biology 2000, Nr. 23, S. 95–102.
7. ↑  Alan Johnson und Frank Cézilly: The Greater Flamingo. T & AD Poyser, London 2007, ISBN 978-0-7136-6562-8, S. 113 f.
8. ↑  Alan Johnson und Frank Cézilly: The Greater Flamingo. T & AD Poyser, London 2007, ISBN 978-0-7136-6562-8, S. 114.
9. ↑  Alan Johnson und Frank Cézilly: The Greater Flamingo. T & AD Poyser, London 2007, ISBN 978-0-7136-6562-8, S. 117.
10. ↑  Alan Johnson und Frank Cézilly: The Greater Flamingo. T & AD Poyser, London 2007, ISBN 978-0-7136-6562-8, S. 119.
11. 1 2  Alan Johnson und Frank Cézilly: The Greater Flamingo. T & AD Poyser, London 2007, ISBN 978-0-7136-6562-8, S. 121.
12. 1 2  Alan Johnson und Frank Cézilly: The Greater Flamingo. T & AD Poyser, London 2007, ISBN 978-0-7136-6562-8, S. 122.
13. 1 2 3 4  Alan Johnson und Frank Cézilly: The Greater Flamingo. T & AD Poyser, London 2007, ISBN 978-0-7136-6562-8, S. 129.
14. ↑  M. P. Kahl: Ritualized Displays. In: J. Kear and H. Duplaix-Hall (Hrsg.): Flamingos. Poyser, Berkhamsted 1975, S. 142–149.
15. ↑  Alan Johnson und Frank Cézilly: The Greater Flamingo. T & AD Poyser, London 2007, ISBN 978-0-7136-6562-8, S. 32 f.
16. ↑  Alan Johnson und Frank Cézilly: The Greater Flamingo. T & AD Poyser, London 2007, ISBN 978-0-7136-6562-8, S. 33.
17. ↑  Alan Johnson und Frank Cézilly: The Greater Flamingo. T & AD Poyser, London 2007, ISBN 978-0-7136-6562-8, S. 33.
18. ↑  83-jähriger Greater: Ältester Flamingo der Welt in australischem Zoo gestorben. In: Spiegel Online. 31. Januar 2014, abgerufen am 9. Juni 2018.
19. ↑  J. Cracraft: Toward a phylogenetic classification of the recent birds of the world (Class Aves). In: The Auk 1981, Nr. 98, S. 681–714.
20. 1 2  D. S. Peters: Juncitarsus merkeli n. sp. stützt die Ableitung der Flamingos von den Regenpfeifervögeln (Aves: Charadriiformes: Phoenicopteridae). In: Courier Forschungsinstitut Senckenberg 1987, Nr. 97, S. 141–155
21. 1 2  Jiří Mlíkovský: Cenozoic Birds of the World. Part 1: Europe. Ninox Press, Prag 2002, ISBN 80-901105-3-8 (formal falsch) (englisch, biologicaldiversity.org [PDF; 2,7 MB; abgerufen am 5. Juni 2025]).
22. ↑  Alan Feduccia: Osteological evidence for shorebird affinities of the flamingos. In: The Auk 1976, Nr. 93(3), S. 587–601
23. ↑  C.G. Sibley & J.E. Ahlquist: Phylogeny and classification of birds based on the data of DNA-DNA-hybridization. In: Current Ornithology 1983, Nr. 1, S. 245–292
24. ↑  Marcel Van Tuinen, Dave Brian Butvill, John A. W. Kirsch, S. Blair Hedges: Convergence and Divergence in the Evolution of Aquatic Birds. In: Proceedings of the Royal Society: Biological Sciences 2001, Bd. 268, Nr. 1474, S. 1345–1350
25. ↑  Gerald Mayr: Morphological evidence for sister group relationship between flamingos (Aves: Phoenicopteridae) and grebes (Podicipedidae). In: Zoological Journal of the Linnean Society. 2004, Heft 140, S. 157–169.
26. ↑  Hackett et al.: A Phylogenomic Study of Birds Reveals Their Evolutionary History. In: Science. Band 320, Nr. 5884, 2008, S. 1763–1768, doi:10.1126/science.1157704.
27. ↑  Per G. P. Ericson et al.: Diversification of Neoaves: integration of molecular sequence data and fossils. In: Biology Letters. Band 2, Nr. 4, 2006, S. 543–547, doi:10.1098/rsbl.2006.0523.
28. ↑  Gerald Mayr: Morphological evidence for sister group relationship between flamingos (Aves: Phoenicopteridae) and grebes (Podicipedidae). In: Zoological Journal of the Linnean Society. 140. Jahrgang, Nr. 2, Februar 2004, S. 157–169, doi:10.1111/j.1096-3642.2003.00094.x (englisch).
29. ↑  George Sangster (2005): A name for the flamingo-grebe clade. Ibis. 147:612–615. doi: 10.1111/j.1474-919x.2005.00432.x
30. ↑  Jan Wagner: Steine & Erden. Gedichte. Berlin 2023. S. 49.
31. ↑  Stichting Nationaal Park Bonaire (Stinapa) Flamingo info (Memento vom 8. Oktober 2020 im Internet Archive) (auf Englisch)
32. ↑  Verkehrswende: Auf der Jagd nach Lithium Bericht vom 13. Dezember 2018 auf dem durch den gemeinnützigen Verein Klimawissen e. V. betriebenen Onlineportal zum Klimawandel klimareporter.de, abgerufen am 24. März 2019
33. ↑  Matthias Lauerer: Lithium: Abbau und Gewinnung – Umweltgefahren der Lithiumförderung. In: Edison Media. Windyhill Property, 16. Oktober 2018, abgerufen am 5. Juni 2025 (ursprünglich als Bericht auf der Internetpräsenz der Wirtschafts-Tageszeitung Handelsblatt).